# Jane Addams
Pour les articles homonymes, voir Addams.
Ne doit pas être confondu avec Jane Adams.
Laura Jane Addams, née le 6 septembre 1860 à Cedarville dans l'État de l'Illinois et morte le 21 mai 1935 à Chicago  dans l'État de l'Illinois, est une philanthrope, pacifiste et une réformatrice sociale américaine.
Avec Mary Richmond, elle a marqué la spécificité de l'action sociale au sein de la société américaine.
Elle a rédigé de nombreux article de presse et essais ayant pour sujet le droit des enfants, le droit des femmes plus particulièrement droit de vote des femmes aux États-Unis.
En 1889, dans la lignée du Settlement movement britannique, elle cofonde avec Ellen Gates Starr l'un des premiers centres d'œuvres sociales aux États-Unis, la Hull House de Chicago, la deuxième maison du genre, à la suite du Toynbee Hall créé à Londres en 1884.
Sa pensée sociale et politique plonge ses racines dans le pragmatisme philosophique de William James et de John Dewey.
En 1903, elle participe à la fondation de la Women's Trade Union League, dont elle est élue vice-présidente aux côtés de sa présidente Mary Morton Kehew.
Durant la Première Guerre mondiale, Jane Addams s'illustre par ses prises de positions pacifistes et fait partie des soutiens de la création de la Société des Nations.
En 1920, Jane Addams fait partie des fondateurs de l'Union américaine pour les libertés civiles (ACLU) aux côtés de Clarence Darrow.
En 1931, avec Nicholas Murray Butler, elle est co-lauréate du prix Nobel de la paix.
Durant la période du New Deal, bien que malade, elle est membre de la commission de la Public Works Administration de Chicago et siège en tant que vice présidente de la Social Security Administration.

## Biographie

### Jeunesse et formation

#### Contexte familial

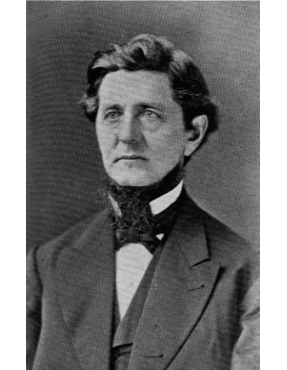
Photographie du sénateur de l'Illinois John H. Addams.

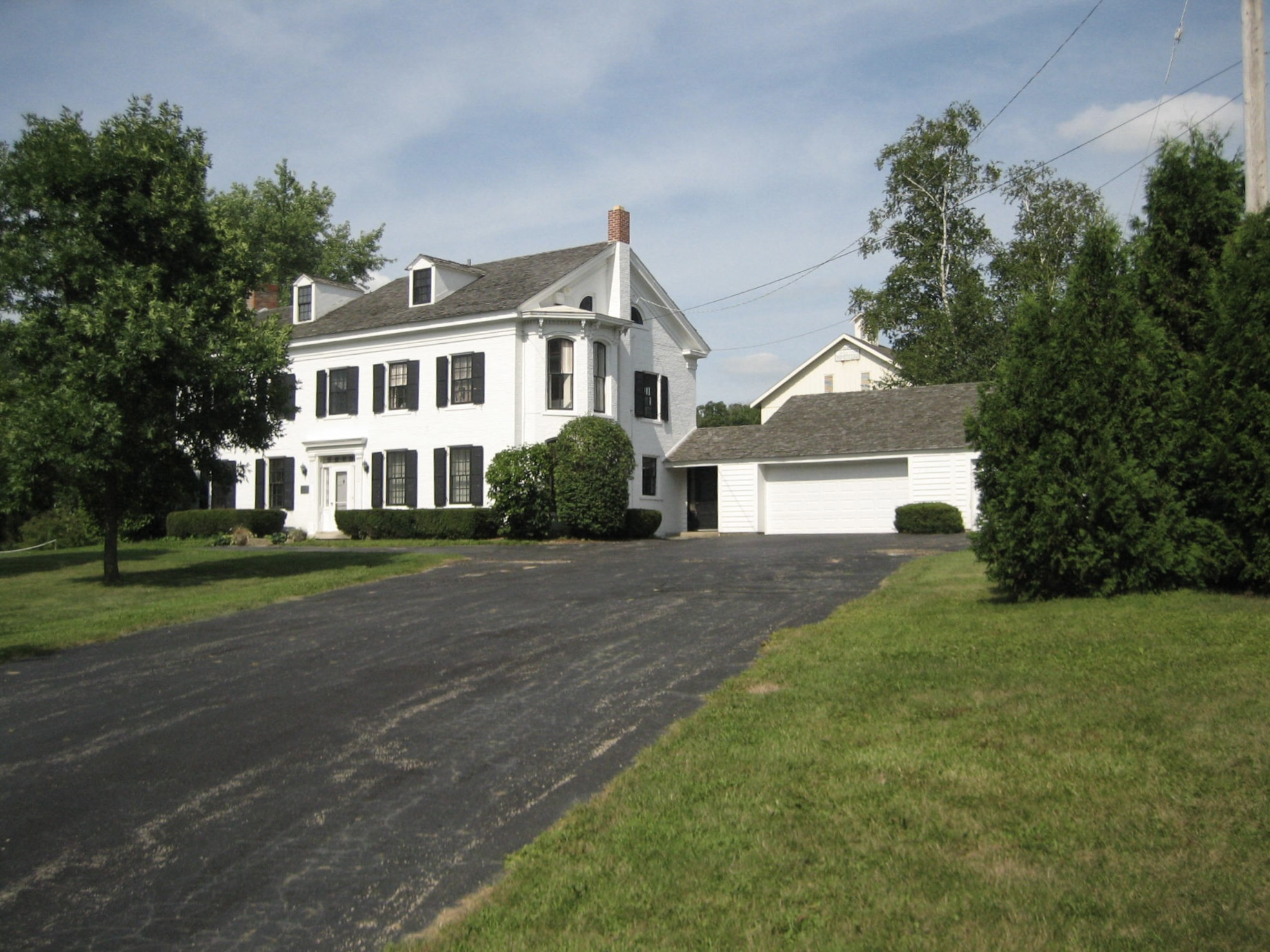
Propriété où est née Jane Addams.

Jane Addams est née le 6 septembre 1860, dans une ferme de Cedarville, à proximité de Freeport, dans le nord de l'État de l'Illinois. Elle est la huitième des neuf enfants de Sarah Weber épouse Addams et de John H. Addams (en). Cinq des enfants décèdent de façon prématurée, lors de la petite enfance, seuls Jane Addams avec ses deux sœurs aînées et un frère aîné survivent et atteignent l'âge adulte,,,,,.
Dès son enfance Jane Addams est d'une santé fragile et souffre d'une scoliose.
Son père John Huy Addams est un homme d'affaires, un banquier, qui en 1864, participe à l'ouverture de la Second Bank of the United States à Freeport, dont il devient le président ; il est également le propriétaire d'une meunerie et une personnalité politique. En 1854, il est élu sénateur de l'Illinois par huit fois d'abord comme membre du parti Whig puis comme membre du Parti républicain. C'est également un proche d'Abraham Lincoln et un abolitionniste convaincu. Durant la guerre de Sécession, il recrute et équipe une compagnie qui rejoint un régiment de l'Illinois, compagnie nommée « The Addams Guard »,,,.

#### La tragédie
En 1862, Sarah Addams meurt pendant l'accouchement de son neuvième enfant,.

#### Remariage
En 1868, John Huy Addams épouse en secondes noces Anna H. Haldeman, une veuve, mère de deux enfants animée par l'ambition à devenir membre d'une famille « respectable »,.

#### Adolescence et scolarité

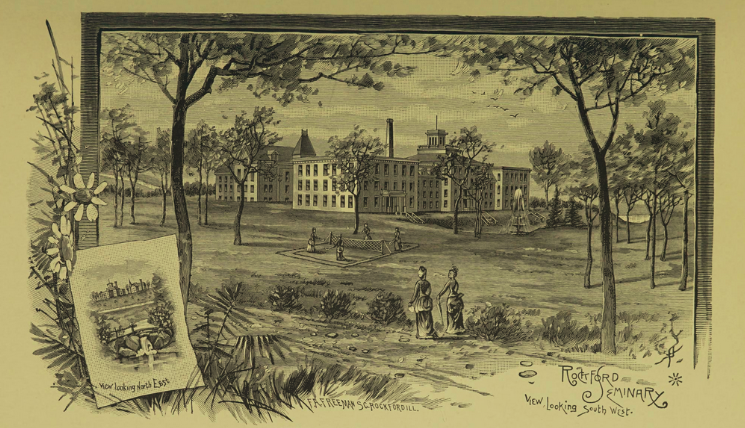
Gravure représentant le Rockford Seminary.

Même si Jane Addams n'a jamais tissé de liens chaleureux avec sa belle-mère, cela dit, cette dernière exerce sur elle une forte influence, notamment dans les domaines de la musique et de la littérature. Par ailleurs, elle noue des relations amicales avec son beau-frère George Hadelman, qui devient son camarade privilégié durant son adolescence.
Sous l'influence de son père et de sa belle-mère, Jane Addams épouse les valeurs des républicains quant aux responsabilités de chacun vis-à-vis de la communauté, des droits individuels et la croyance dans que les principes éthiques du christianisme et les arts sont les fondements de la civilisation.
Même si John Huy Addams est loin d'être un partisan du droit des femmes, il souhaite pour ses filles la meilleure formation possible et il est soutenu en cela par sa seconde épouse. C'est ainsi, qu'en 1877, comme ses sœurs aînées, Jane Addams entre achever ses études secondaires au séminaire féminin de Rockford dans l'Illinois, séminaire devenu le Rockford College puis la Rockford University (en). Elle y fait la connaissance d'Ellen Gates Starr, qui devient son amie. Jane Addams y apprécie une professeure au caractère bien trempé, Anna Peck Sill (en). Comme beaucoup de ses condisciples, elle est une admiratrice de John Ruskin et de sa philosophie sociale. Elle en sort diplômée en 1881 comme major de sa promotion,.

#### Abandon de ses études médicales
En 1881, Jane Addams apprend la mort subite de son père, âgé de 59 ans. Il est à noter que son père lui laisse un héritage d'un montant de 50 000 $. Le décès son père la motive à embrasser la carrière de médecin et de se présenter au Woman's Medical College of Pennsylvania ; elle y est acceptée, mais à cause de sa santé fragile elle abandonne ses études au bout du premier semestre,.

#### Voyage en Europe
Marquée par la mort de son père et son abandon contraint du fait de sa sante de ses études médicales, Jane Addams entre dans une période dépressive. En 1883, voyant son état, sa belle-mère Anna H. Haldeman emmène Jane Addams faire un grande tournée en Europe en espérant que cela lui changera les idées et lui permettra de retrouver un état de santé satisfaisant, C'est aussi l'occasion pour de riches héritières américaines comme Jane Addams de se faire courtiser par des aristocrates appauvris qui échangent leur titre contre la fortune,.
Comme d'autres, Jane Addams visite les musées, va au concert, au théâtre, mais en plus elle prend conscience des souffrances que subissent les pauvres de Londres et des autres villes. Il lui semble plus utile de trouver des moyens pour alléger la détresse des pauvres que de trouver un mari.

#### Retour aux États-Unis
En 1885, Jane Addams accepte de se faire opérer par son frère afin de ne plus souffrir de sa scoliose. Si l'opération réussit, en revanche il s'avère qu'il lui sera impossible de mener à terme une grossesse. Jane Addams ne pourra pas mener la vie normale d'une femme de la grande-bourgeoisie américaine. La même année, elle se fait baptiser dans l'église presbytérienne de Cedarville. Pendant deux ans, Jane Addams part s'installer avec sa belle-mère et son beau-frère George Hadelman à Baltimore, dans l'État du Maryland. Pendant que George Hadelman suit des cours auprès de l'université Johns-Hopkins, Jane Addams se rend régulièrement aux conférences organisées par cette université et commence à s'engager dans action caritatives auprès de la population noire de la ville,.
Sa romance avec George Hadelman se développe, malgré les séances de spiritisme où la « voix » de sa mère lui déconseille vivement de poursuivre cette idylle.

#### Un second voyage en Europe

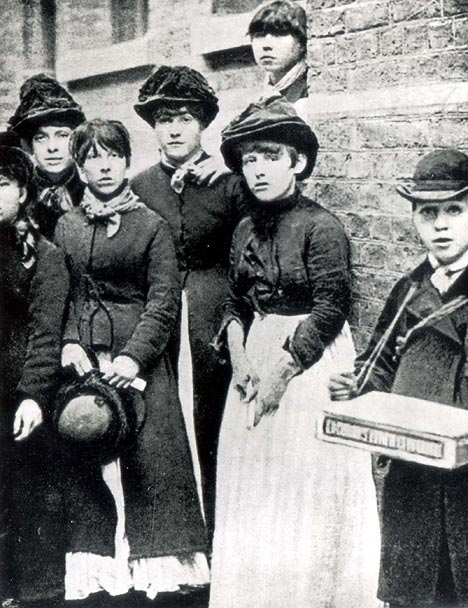
Photographie des grévistes de Londres.

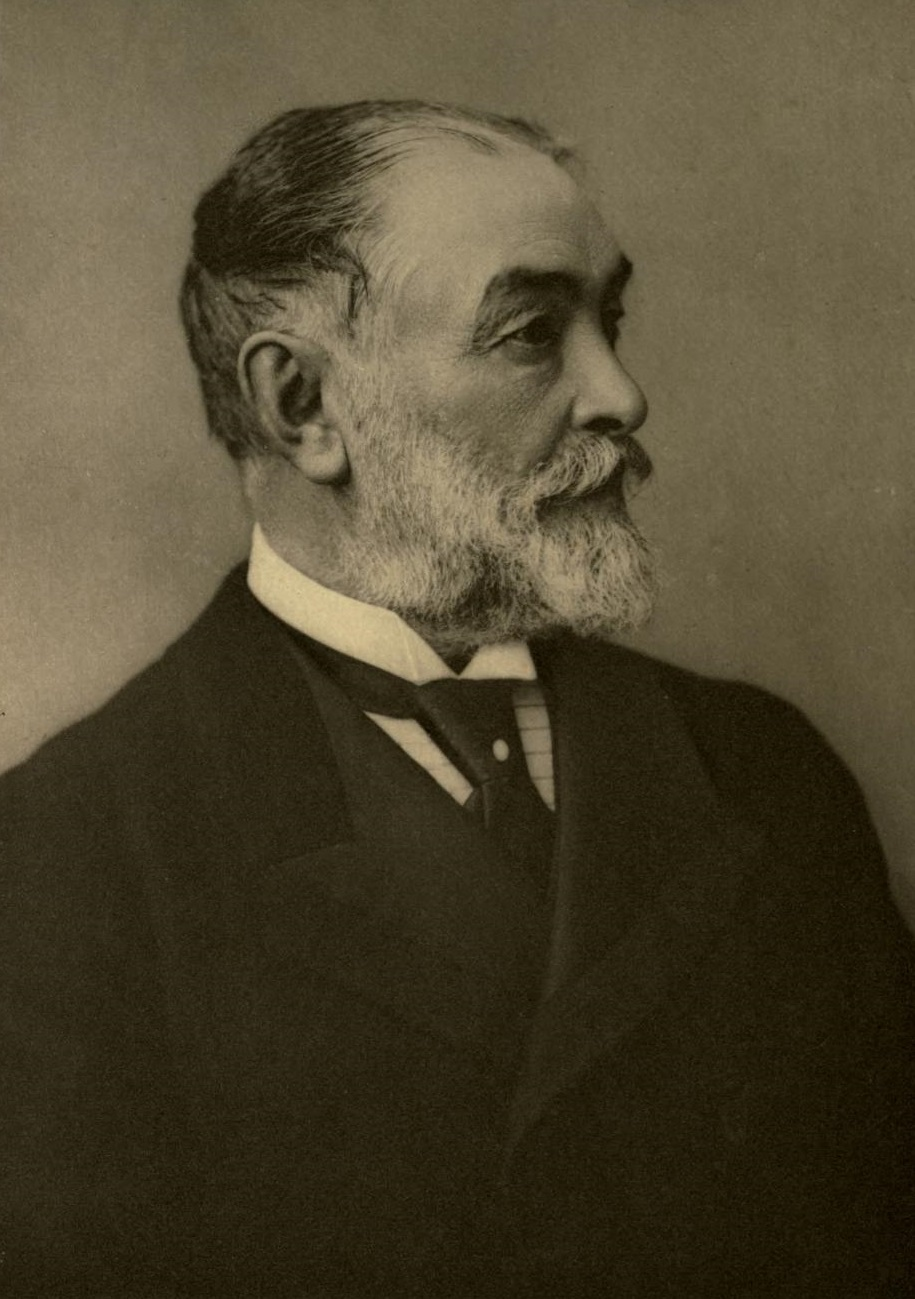
Portrait photographique de Frederic Harrison.

##### En quête du christianisme orimitif
En 1887, désœuvrée, ne sachant quelle voie suivre, Jane Addams entreprend un second voyage en Europe. À Londres, elle est témoin de la grève des ouvrières des manufactures d’allumettes à Londres en 1888, qui lui toucher la misère humaine[pas clair]. Dans la foulée, elle rend visite à Frederic Harrison, un disciple du positivisme d'Auguste Comte, qui la convainc de s'intéresser à cette philosophie sociale ; elle pense que grâce à cette dernière elle pourra mener une synthèse entre les espérances religieuses et les conflits sociaux à travers les âges.
Arrivée à Rome, Jane Addams visite les catacombes par plusieurs fois dans le dessein de pouvoir comprendre les christianisme primitif. Mais son projet est interrompu par une forte névralgie sciatique qui l'oblige à s'aliter pendant plusieurs semaines et la replonge dans un épisode dépressif,.
En avril 1888, Jane Addams visite Madrid, en compagnie de son amie d'enfance Ellen Gates Starr ; à l'occasion d'une promenade, elle lui confie ses projets de réforme sociale,.

##### Le Toynbee Hall

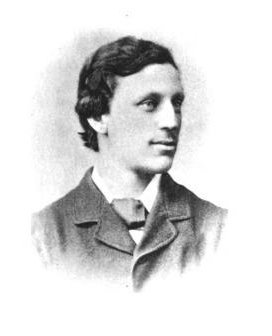
Portrait photographique du professeur d'économie Arnold Toynbee.

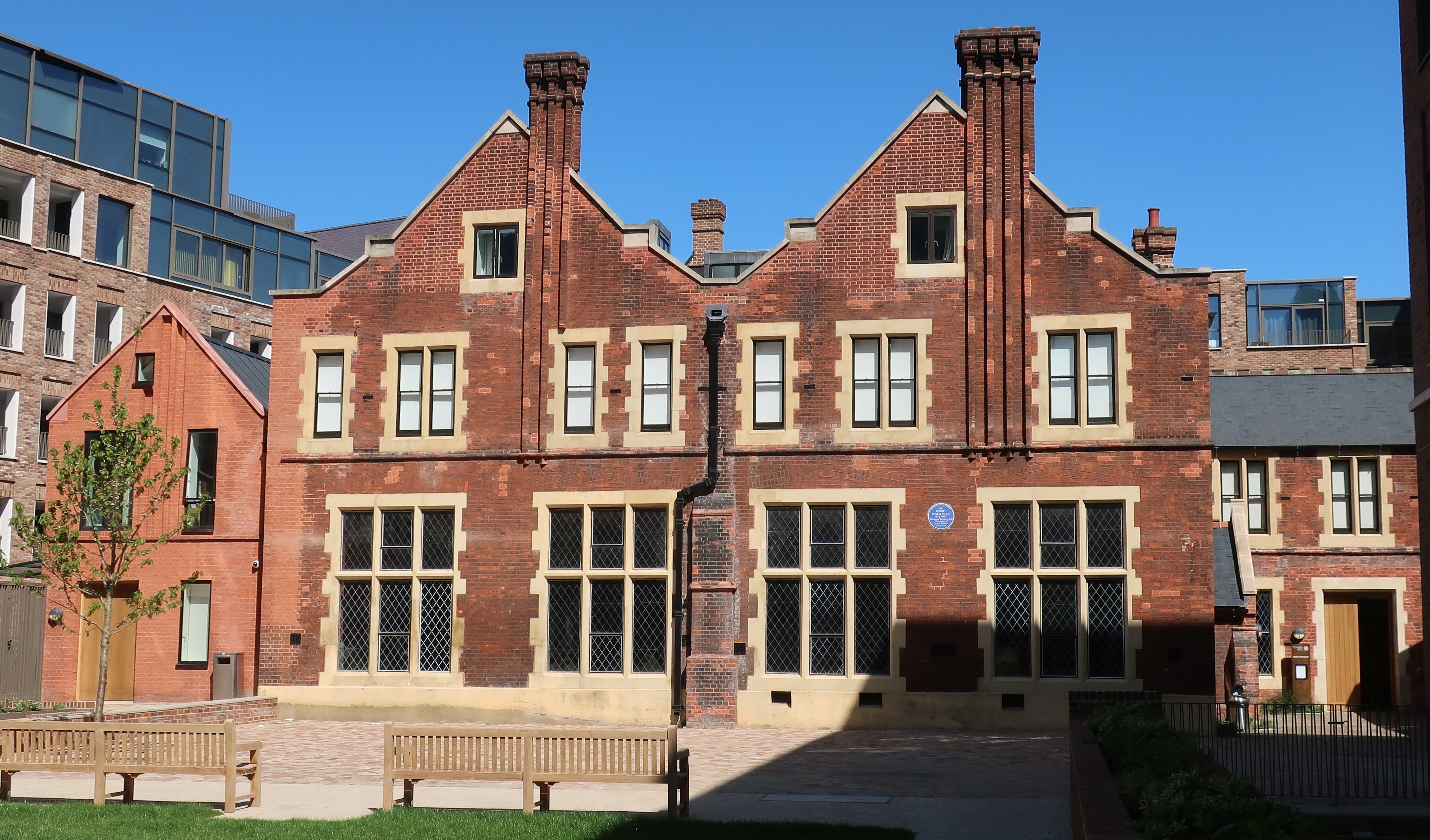
Photographie du Toynbee Hall.

Un mois plus tard, elle retourne à Londres et visite le Toynbee Hall situé dans le quartier de l'East End, plus précisément à Whitechapel. Il s'agit d'un établissement ouvert en 1884, fondé par un groupe de 14 jeunes diplômés de l'université d'Oxford et de l'université de Cambridge. Tous sont influencés par Frederick Denison Maurice, Benjamin Jowett, John Ruskin et Léon Tolstoï ; ils sont animés par un nouveau devoir de l'homme riche et instruit, celui d'aider et d'instruire les pauvres. Dès 1867, des jeunes diplômés viennent s'installer à White chapel pendant leurs vacances d'été ; parmi eux, il y a Arnold Toynbee, habité plus que tous par ce nouveau devoir. Après sa mort le 9 mars 1883, ses amis créent la fondation Toynbee. Ayant entendu parler de cette fondation, le prêtre anglican Samuel Barnett se rend à Oxford, et prononce au St John's College une conférence où il montre les limites de la philanthropie, que les pauvres ont certes besoin d'aliments, de vêtements, d'appartements mais aussi d'éducation, de la découverte des beaux arts, de voyages touristiques, de relations sociales. et pour cela il est nécessaire de se connaitre, de rapprocher les classes pauvres des élites, classes qui au mieux s'ignorent et au pire se haïssent. L'appel est entendu, dans la foulée est créée l'Universities Settlement Association, qui réunit les fonds nécessaires pour acheter un bâtiment qui devient après les aménagements nécessaires le Toynbee Hall,,.

### Carrière

#### Création et ouverture de la Hull House de Chicago

##### La recherche d'un bâtiment

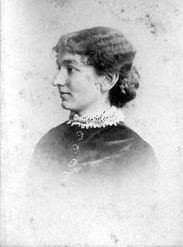
Portrait photographique d'Ellen Gates Starr datant des années 1890.

De retour à Chicago, en février 1889, Jane Addams et Ellen Gates Starr sont décidées à créer un centre d'activités communautaires sur le modèle du Toynbee Hall. Quand elles exposent leur projet auprès de leurs proches, ces derniers sont, à leur grande surprise, enthousiastes, l'idée est dans l'air du temps.

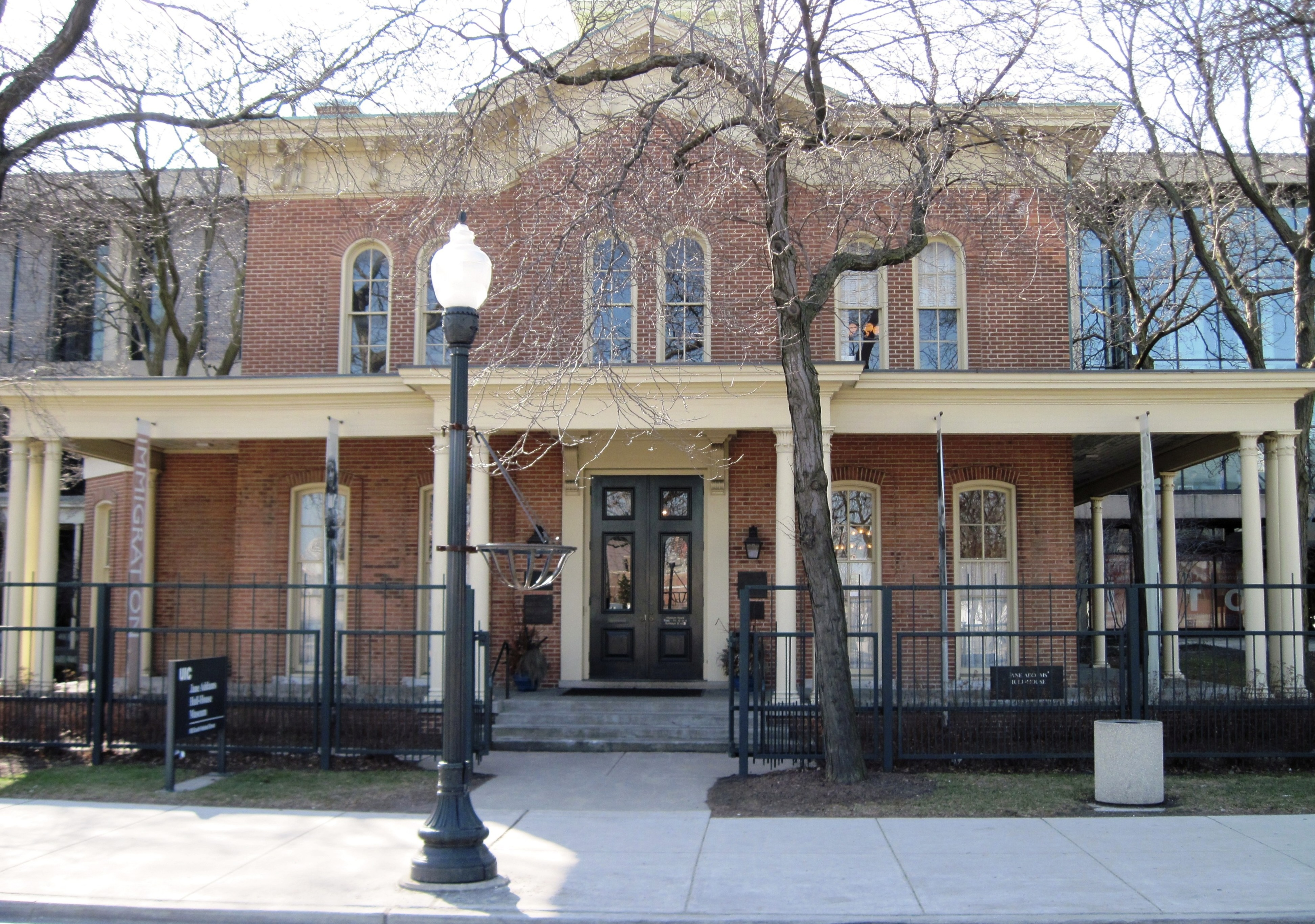
Photographie de la Hull House.

Toutes deux se mettent en quête d'un bâtiment correspondant à leur projet dans le quartier du West Side de Chicago. Elles jettent leur dévolu sur un bâtiment, la Hull Mansion, une bâtisse abandonnée sise au 800, South Halsted Street dans le Near West Side. Maison construite par l'architecte Charles Hull pour un homme d'affaires afin de lui servir de maison de campagne mais depuis située au centre d'un quartier habité par plus de 5 000 migrants Italiens, Siciliens, Grecs, Russes, Allemands,.
Jane Addams et Ellen Gates Starr s'installent dans la Hull House en septembre 1889 et déclarent à leur voisinage qu'il s'agit de leur foyer. Jane Addams sillonne les États-Unis pour annoncer la création d'un centre communautaire à Chicago sur le modèle du Toynbee Hall de Londres. Ses conférences ont pour public majoritairement des jeunes et plus particulièrement des jeunes femmes de la haute bourgeoisie conscientes de leur ignorance des conditions de la « vraie vie ». Ce mouvement est perçu par Jane Addams comme allant au-delà des valeurs du christianisme mais comme résultant d'un besoin pressant de création de centres communautaires. L'un de ses discours les plus retentissants est celui donné en 1892 au sein d'une école d'éthique appliquée de la ville de Plymouth, dans le Massachusetts,.

##### L'extension de la Hull House
Dès 1893, grâce à des dons et l'héritage paternel perçu par Jane Addams, la Hull House multiplie les places de résidents, et les pièces nécessaires pour plus de quarante ateliers, de salles d’expositions, de conférences, de clubs, de crèches de jour, et l'ouverture d'un dispensaire et s'étend sur plusieurs pâtés d'immeubles et comprend près de 13 immeubles différents entre la Halsted Street (en) et la gare de Dearborn, située sur la Polk street,.

##### Art et justice sociale

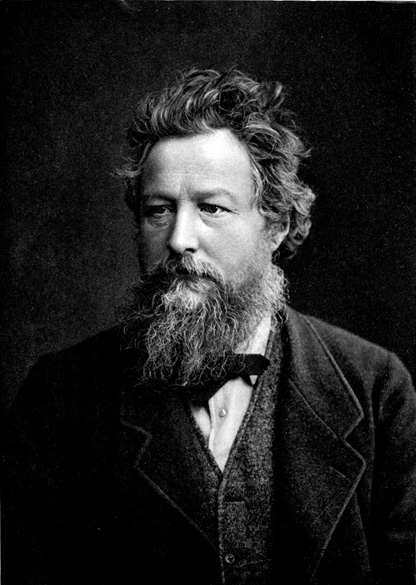
Portrait photographique de William Morris.

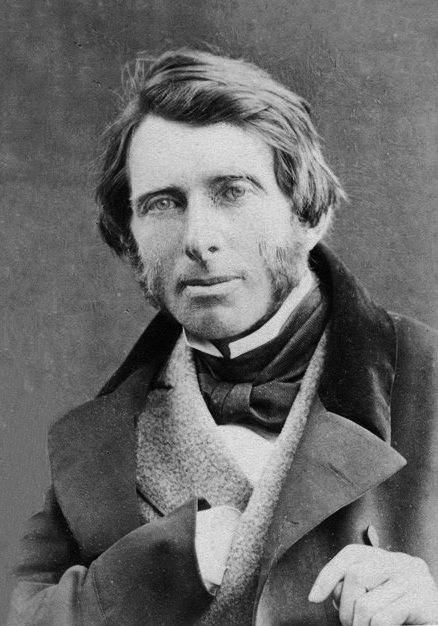
Portrait photographique de John Ruskin.

Tout comme John Ruskin et William Morris, Jane Addams est convaincue du lien et des interactions entre l'art et la justice sociale, c'est pourquoi, la Hull House intègre des ateliers d'expressions artistiques et ouvre un nouveau bâtiment, la « Butler Art Gallery », et un théâtre dont le répertoire va des tragiques grecs à John Galsworthy. La résidente Eleanor Sophia Smith (en) ouvre l'école de musique et la dirige. Cette école donne plusieurs concerts, ce qui donne l'occasion aux enfants des migrants d'avoir accès à la musique et de pouvoir y entrer pour développer leurs capacités.

##### L'arrivée de Florence Kelley
L'arrivée de Florence Kelley à la Hull House se fait à un moment de crise économique, celle de la panique de 1893 et de conflits sociaux qui en découlent, comme la grève Pullman de 1894.

##### Les raisons du succès de la Hull House
Une des raisons du succès de la Hull House est probablement la capacité de Jane Addams de mobiliser et de rassembler autour de ce projet des personnalités telles que Alice Hamilton, Julia Lathrop et Florence Kelley et cela dès le départ. Plus tard, Sophonisba Breckinridge, Edith Abbott et Grace Abbott,.

##### Quelques résidents célèbres
Parmi les jeunes résidents, plusieurs deviendront des personnalités dans des domaines différents comme Gerard Swope (en), futur président de la General Electric, Robert Moss Lovett de l'université de Chicago, Francis Hackett (en), William L. Chenery, Harriet Monroe, Frances Perkins, Mary McDowell, etc.,.

##### L'autonomie financière de la Hull House

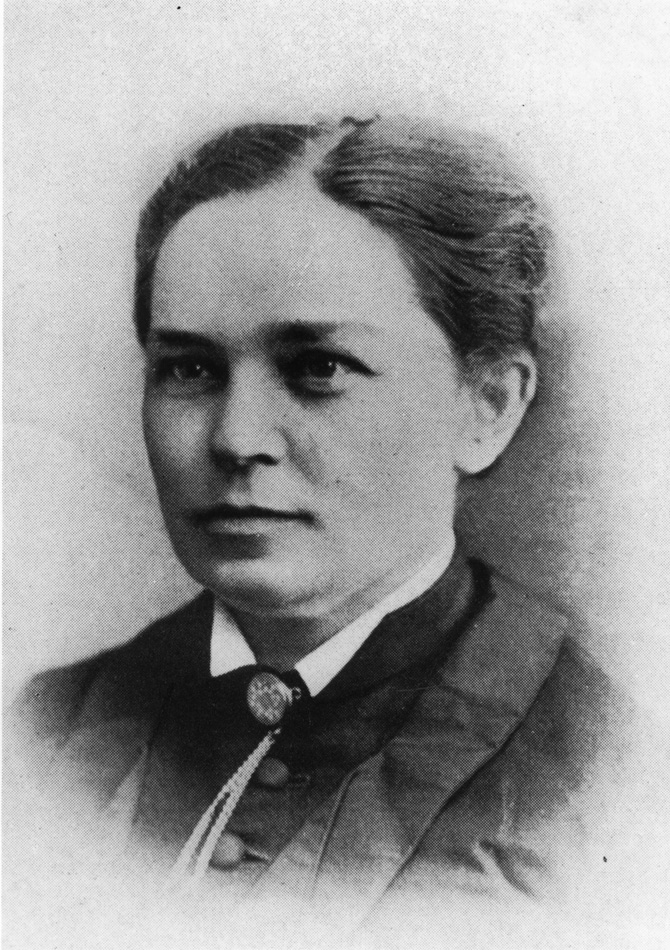
Portrait photographique de Helen Culver.

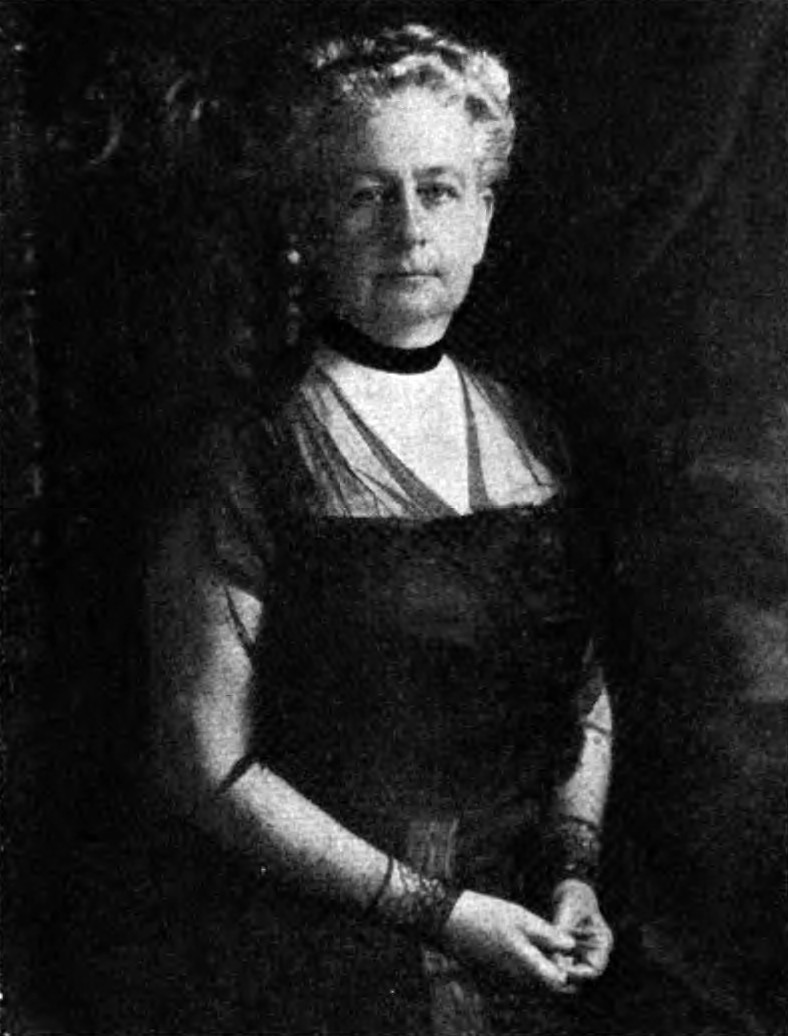
Portrait photographique de Louise DeKoven Bowen.

Si au départ c'est Jane Addams qui finance la Hull House grâce à la fortune dont elle a héritée, peu à peu les dons affluent aussi bien venants de résidents que de sympathisants, si bien qu'en 1920 le budget annuel de la Hull House se monte à 100 000 $. Les femmes fortunées de Chicago sont les principales donatrices, animées notamment par la philanthrope Helen Culver (en) puis par Louise DeKoven Bowen (en), qui prend sa succession.

##### Nouvelles orientations
Il devient évident que les clubs d'entraide et centres de service sociaux ne peuvent résoudre à eux seuls les problèmes sociaux. La publication en 1895 des Hull House Maps and Papers est un exemple du changement d'orientation de la Hull House. Ce rapport est une étude des conditions de vie des gens des quartiers défavorisés, logement dans des immeubles insalubres, exploitation au sein des ateliers de misère et la question du travail des enfants. Par ses actions, la Hull House est l'un des acteurs la période dite de l'ère progressiste, pendant laquelle se pose la question de comment définir le rôle d'un gouvernement au sein d'une société capitaliste et démocratique,.
La Hull House met à la disposition des organisations syndicales ouvrières et aux grévistes des salles pour tenir des meetings. C'est dans ce cadre que Jane Addams noue une amitié avec le président de la Fédération américaine du travail (AFL), Samuel Gompers.

##### La philosophie sociale
C'est un moment charnière pour Jane Addams, qui s’intéresse à la philosophie sociale et à ses auteurs membres de l'université de Chicago, tels que John Dewey, Sophonisba Breckinridge et Edith Abbott, professeurs qui participent à la création de la psychologie scolaire de Chicago. Jane Addams se démarque de ces auteurs en déclarant que l'objet des sciences sociales ne peut se limiter à des plaidoyers, des manifestes mais qu'il doit avant tout être fondés sur des enquêtes et des investigations. C'est pourquoi la Hull House ne saurait aucunement être un laboratoire social, mais un lieu de propositions de lois à partir d'enquêtes et veiller à ce qu'elles soient votées.

##### Les avancées politiques
Par un travail de lobbying auprès des autorités de l'Illinois, la Hull House obtient en 1893 la première loi établissant un corps d'inspecteurs du travail pour les usines et ateliers, et participe à tous les débats concernant le travail des enfants, la réduction du temps de travail pour les femmes, l'augmentation des salaires, la protection de la santé, la reconnaissance des syndicats, les règlements d’hygiène et de sécurité, notamment pour l'emploi des machines, l'éducation obligatoire et l'ouverture du premier tribunal pour enfants à Chicago,.

##### La répartition des rôles

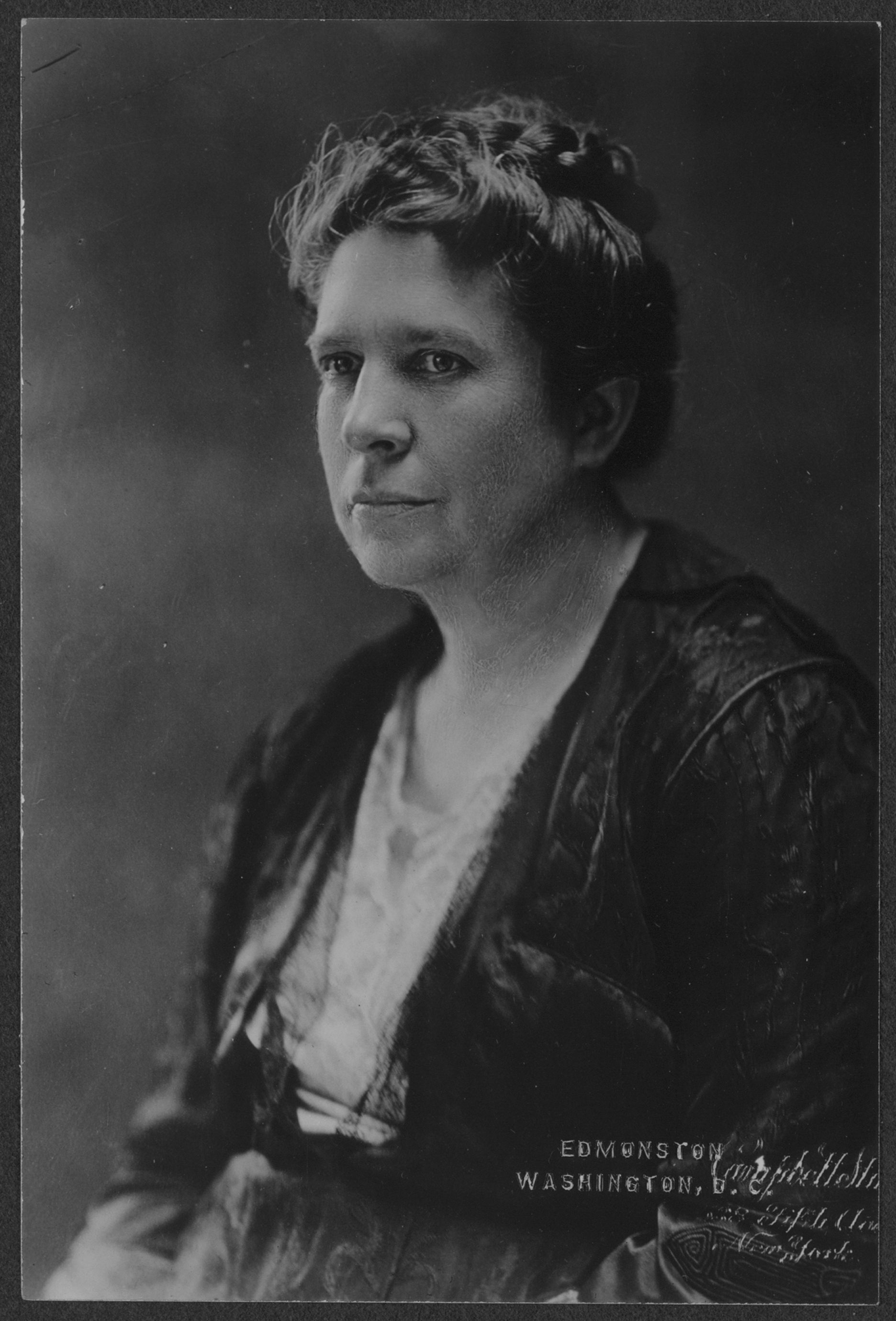
Portrait photographique de Florence Kelley.

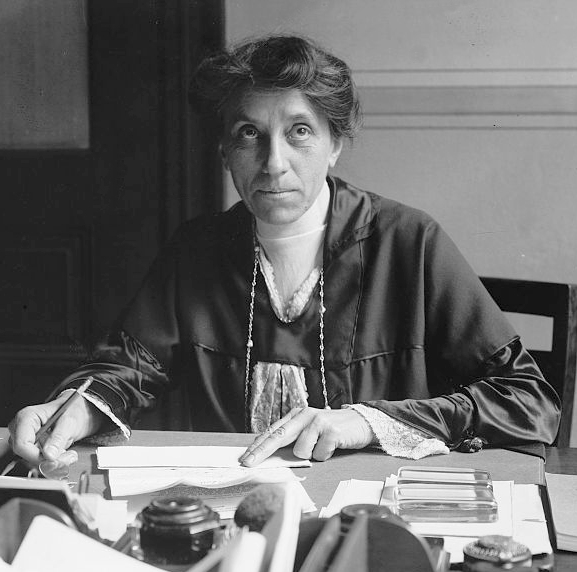
Portrait photographique de Julia Lathrop.

Jane Addams répartit les rôles d'enquêtes de lobbying selon les compétences des résidentes. Florence Kelley prend la tête des enquêtes sur les ateliers de misère, Grace Abbott travaille sur les arrivées de nouveaux migrants, Julia Lathrop s’attelle à la santé publique, Louise DeKoven Bowen étudie le développement des tribunaux pour enfant et la protection de la jeunesse et Ellen Gates Starr gère et organise les activités culturelles de la Hull House. Jane Addams encourage les résidents de la Hull House à appuyer tout renforcement des lois réprimant la prostitution et le trafic, la vente et l'usage des drogues,.

#### La journaliste et l'essayiste
En 1896, Jane Addams publie son premier article A Belated Industry dans les colonnes du The American Journal of Sociology, dans lequel elle questionne le sort des ouvrières mal payées, exploitées, surtout les migrantes qui n'ont que des rudiments de la langue anglaise, repliées sur leur communauté.
En avril 1898, pour dénoncer la corruption d'un conseiller municipal de Chicago, Jane Addams écrit l'article Ethical Survivals in Municipal Corruption, qui est publié au sein de l'International Journal of Ethics. C'est le début de sa carrière de journaliste et d'essayiste.
Jane Addams publie de nombreuses conférences dans des revues et magazines tels que The Atlantic, North American Review et d'autres, qui ont un lectorat élargi.
En 1902, elle publie son premier livre Democracy and Social Ethics, qui est une compilation d'articles et conférences ayant pour objet de penser une nouvelle éthique sociale adaptée à une société moderne marquée par le développement de l'industrie pouvant transcender les diverses morales individuelles.
En 1909, Jane Addams publie The Spirit of Youth and the City Streets, qui expose les conflits de générations au sein des populations migrantes.
En 1910, son livre Twenty Years at Hull House est tiré à 80 000 exemplaires ; c'est un succès qui rejoint le rang des grandes autobiographies d'américains.

#### La reconnaissance

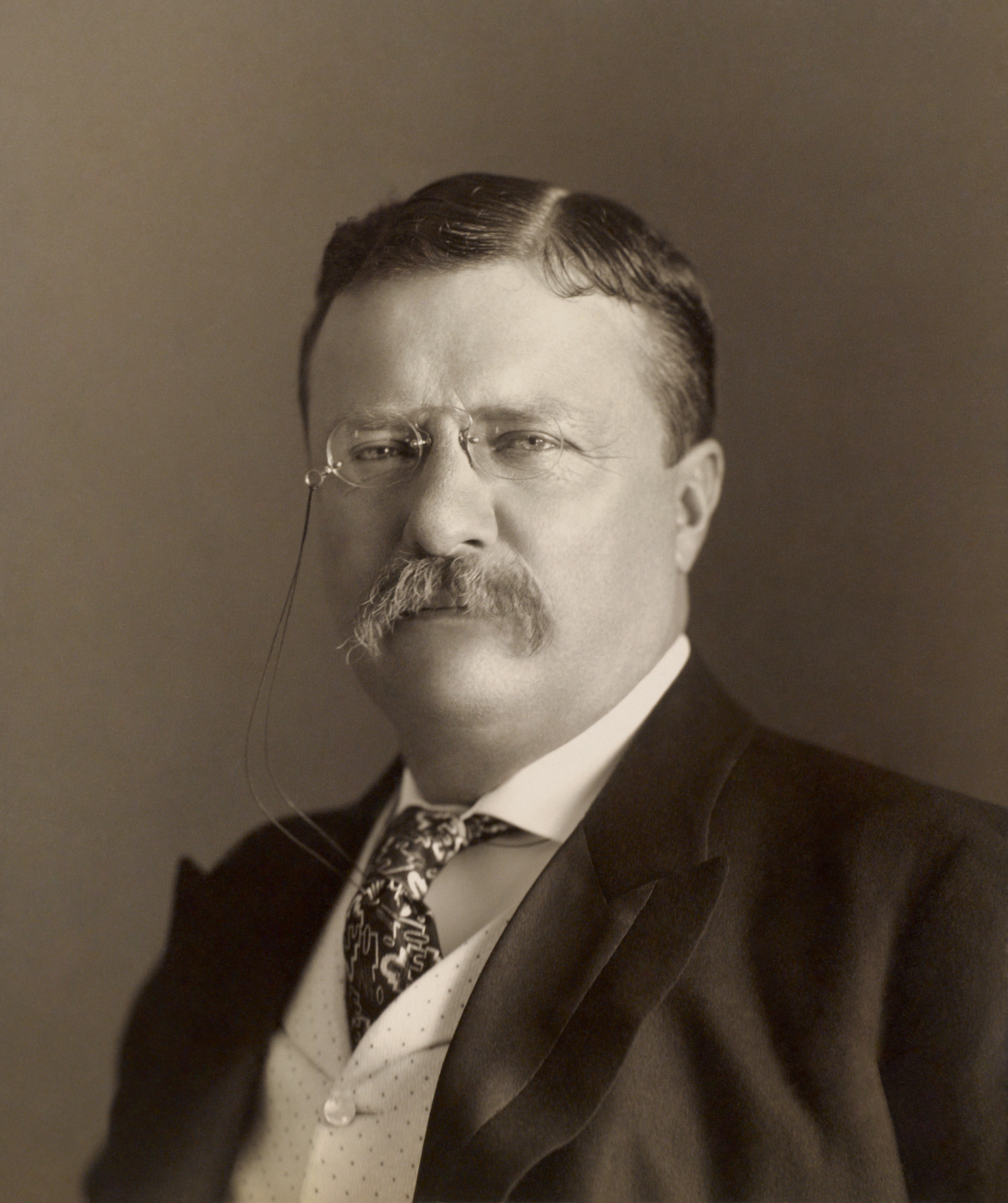
Portrait photographique de Theodore Roosevelt.

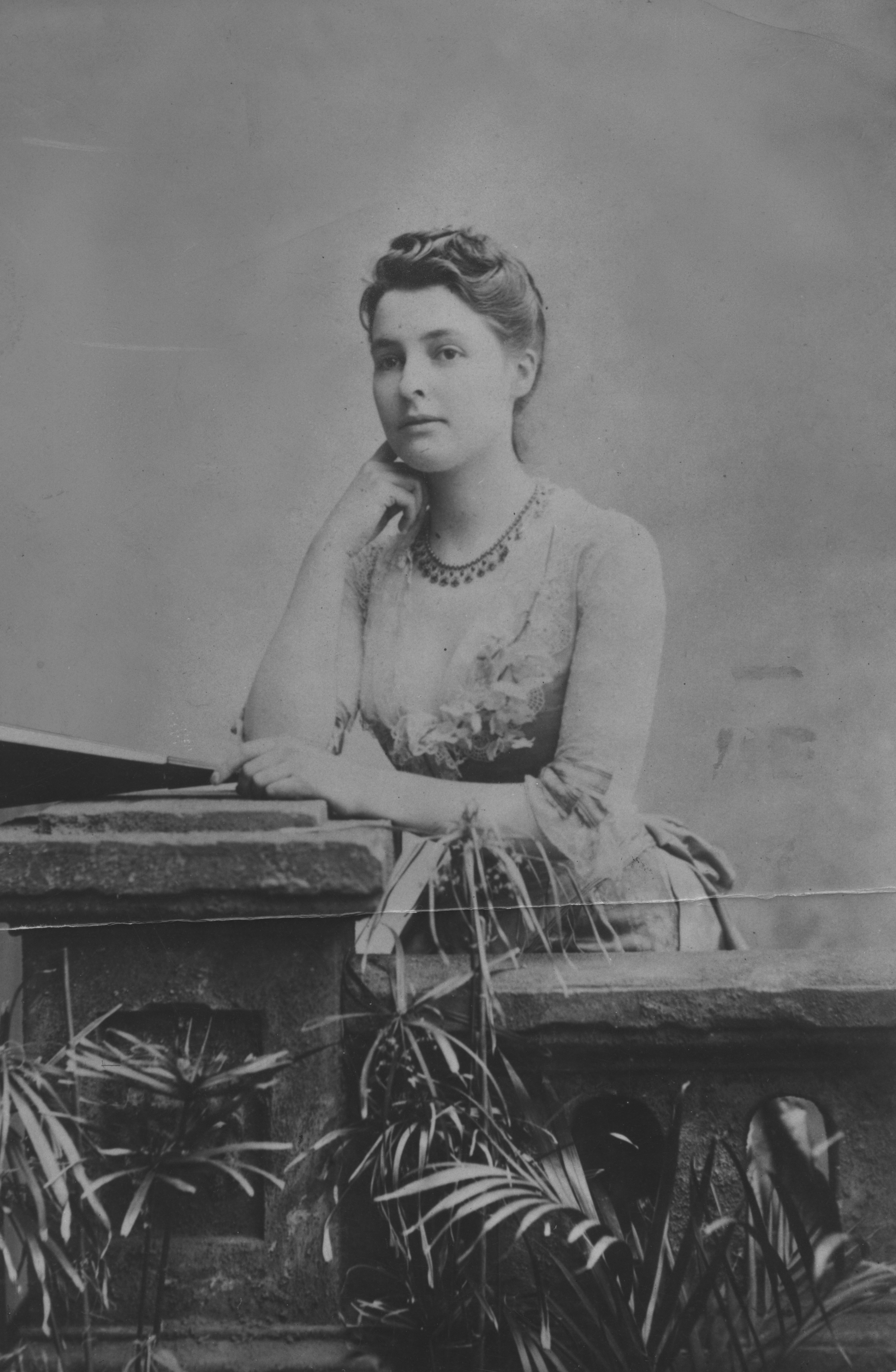
Photographie de Beatrice Webb.

En 1909, la National Conference of Charities and Correction élit Jane Addams à la charge de présidente de l'association, première femme accédant à cette fonction, puis elle élue vice-présidente de la National American Woman Suffrage Association ; elle est également l'une des fondatrices et membre de la National Association for the Advancement of Colored People et publie plusieurs articles en faveur du droit de vote des femmes dans les colonnes du Ladies' Home Journal,,.
En 1910, l'université Yale lui décerne le grade de docteur honoris causae, faisant d'elle la première femme à obtenir ce titre honorifique.
En 1911, Jane House est élue pour diriger la National Federation of Settlements (Fédération nationale des centres d’accueil), qu'elle occupe jusqu'à sa mort.
Jusqu'à la déclaration de la Première Guerre mondiale, Jane Addams est la femme non seulement la plus célèbre des États-Unis mais la femme la plus respectée de son temps. En 1906, l'un des leaders du syndicalisme britannique, John Burns, déclare à son sujet : « C'est la seule sainte issue de l'Amérique ». En 1912, le journal The North American (en) de Philadelphie écrit : « Jane Addams est probablement la femme la plus largement aimée dans le monde ». En 1913, le quotidien The Independent (New York City) (en) demande à ses lecteurs quelles sont leurs personnalités préférées ; à la première place ils mettent Thomas Edison et à la seconde place Jane Addams.

#### Le soupçon d'extrémisme
Le président Theodore Roosevelt fait à la Hull House de nombreux passages éclairs ; Jane Addams soutient sa candidature lors de l'élection présidentielle américaine de 1904. Les socialistes britanniques Sidney Webb et son épouse Beatrice Webb, après leur visite de la Hull House, disent à son propos qu'elle la meilleure des institutions sociales américaines. À la suite des époux Webb, la Hull House devient la championne des mouvements ouvriers ; cette réputation devenue internationale inquiète de nombreux privilégiés, qui voient en Jane Addams une dangereuse extrémiste de gauche,.

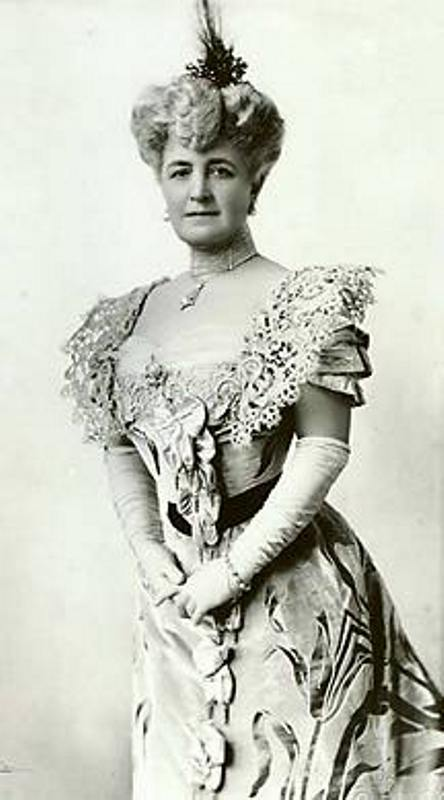
Photographie de Bertha Palmer.

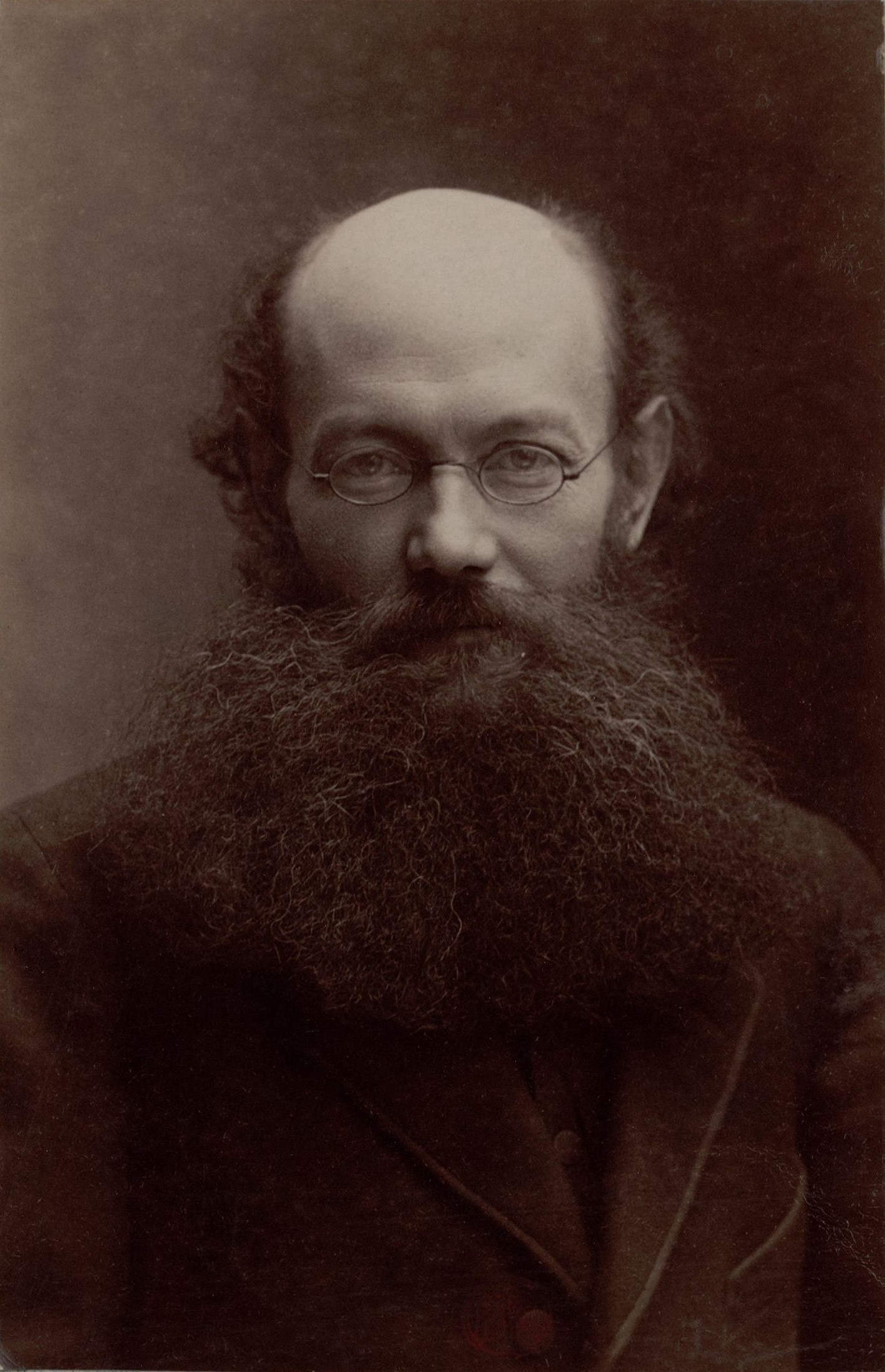
Pierre Kropotkine photographié par l'atelier Nadar.

Soupçon renforcé quand Jane Addams rend visite à un ami anarchiste de Chicago emprisonné illégalement et suspecté d'avoir participé à l'assassinat du président William McKinley. Visite jugée scandaleuse qui entraîne, entre autres, le retrait du soutien de Bertha Palmer. Jane Addams justifie cette visite en déclarant que toutes les opinions doivent être entendues, le pire pour qu'une idée devienne dangereuse n'est-ce point de la taire de la laisser fleurir dans la clandestinité à l'abri des regards et des oreilles ? C'est pourquoi la Hull house ouvre ses portes à toutes sortes de débats, controverses autour de diverses idéologies, y participent des personnalités telles que W. C. Steadman (en), Keir Hardie ou Pierre Kropotkine,.

#### La pensée politique et sociale de Jane Addams?
Les premières influences façonnant la pensée politique et sociale de Jane Addams remontent à son adolescence, où elle fut passionnée par le positivisme d'Auguste Comte, l'idéalisme britannique de Thomas Hill Green, deux pensées influençant sa compassion et sa solidarité envers l'humanité. Il également cité John Ruskin, Giuseppe Mazzini (le héros de son père), Léon Tolstoï à qui elle a rendu visite en 1895, l’abolitionnisme de son père, mais ses affinités intellectuelles les plus profondes viennent de deux auteurs du pragmatisme, à savoir William James et John Dewey,,.

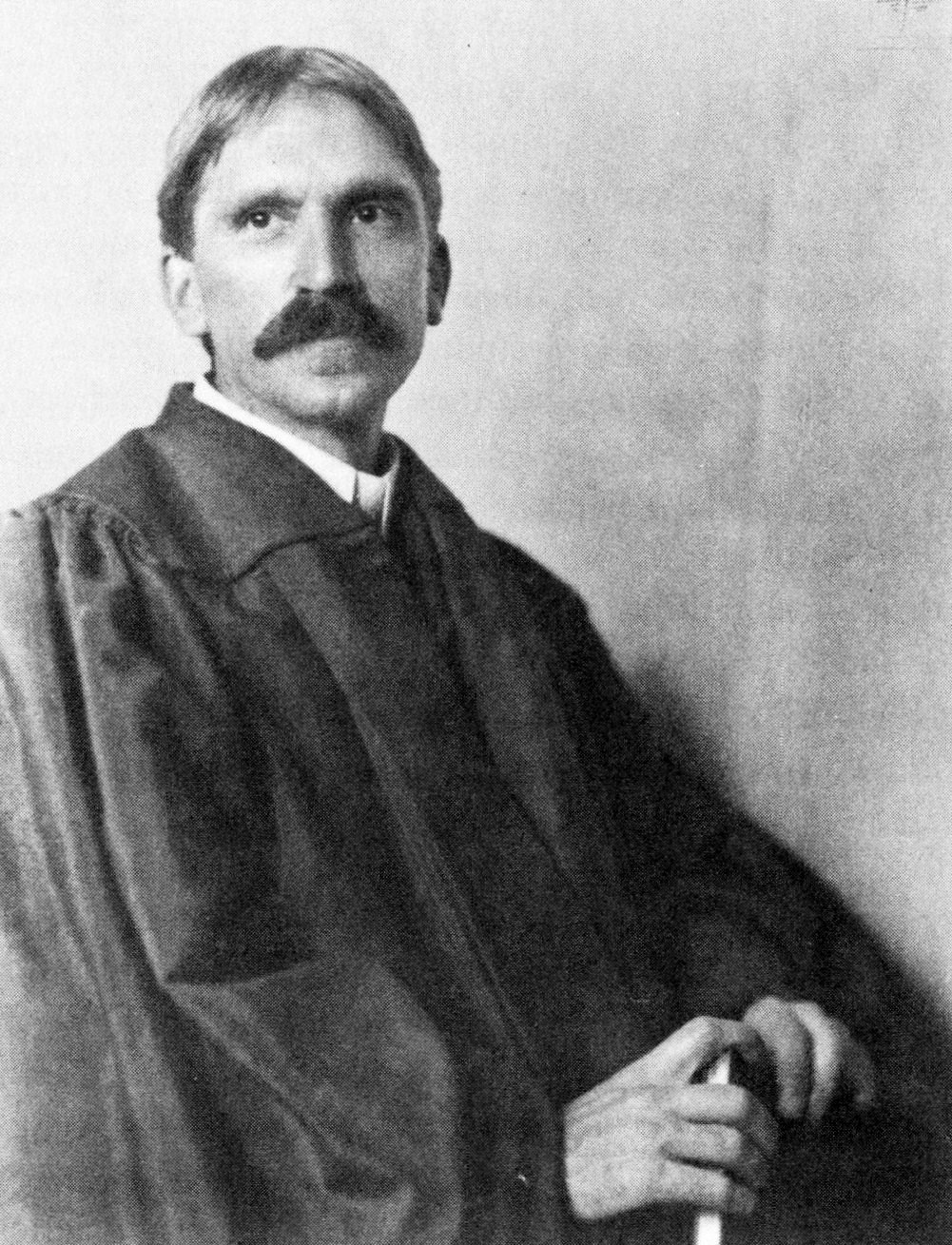
John Dewey à l'université de Chicago en 1902.

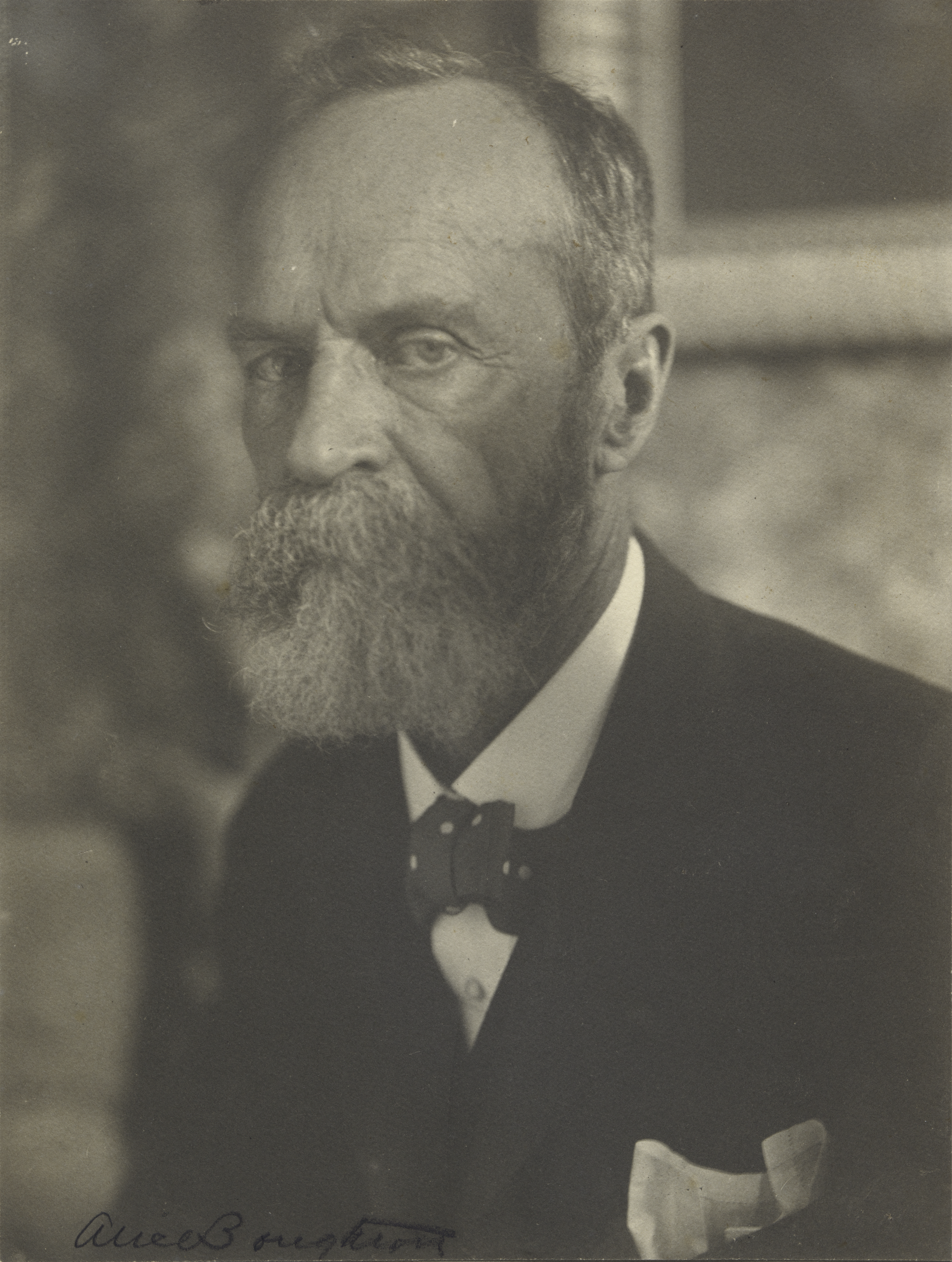
Portrait de William James par la photographe Alice M. Boughton, en 1907.

Jane Addams noue des relations amicales avec John Dewey et William James. Ce dernier devient l'un de ses plus ardents admirateurs et John Dewey vient travailler plusieurs fois à la Hull House durant la période où il est professeur à l'université de Chicago.

#### Les amitiés privilégiées
En dehors de ses amitiés avec William James et John Dewey, Jane Addams entretient des amitiés féminines indéfectibles et durables, notamment avec deux résidentes de la Hull House, Ellen Gates Starr et Mary Rozet Smith (en). Cette dernière, issue d'une famille fortunée, se charge de trouver des fonds pour la Hull House. Avec Jane Addams, elles partent régulièrement en tournée en Europe pour faire connaitre la Hull House. À partir de 1905, toutes les deux passent l'été ensemble à Bar Harbor, dans l'État du Maine. Elles échangent une correspondance dans laquelle s'exprime une affection passionnée.

#### L'arène politique
Les prises de positions exprimées par Jane Addams et d'autres résidents et sympathisants de la Hull House font désormais de ces derniers des parties prenantes de la vie politique américaine. En 1912, Jane Addams appuie la nomination de Theodore Roosevelt comme candidat du Parti progressiste lors de l'élection présidentielle et mène une campagne en sa faveur. Soutien motivé entre autres parce que de nombreux points du programme du Parti progressiste reprennent des propositions de la Hull House.
Jane Addams reprend son combat pour le droit de vote des femmes et lance une campagne pour aborder clairement et sereinement les problèmes de la délinquance des mineurs et celui de la prostitution, qui selon elle sont le résultat d'une vie misérable dans les taudis, d'une vie débilitante à la santé plus que précaire et d'un environnement offrant peu d'occasion à s'en sortir, problématiques qu'elle expose, entre autres, dans son essai A New Conscience And an Ancient Evil. Elle est élue vice-présidente de la National American Woman Suffrage Association, charge qu'elle occupe de 1911 à 1914. En 1913, Jane Addams se rend à Budapest pour prendre la parole lors de la convention de l'International Woman Suffrage Alliance (devenue l'International Alliance of Women / Alliance internationale des femmes),.

#### La pacifiste internationaliste

##### La Grande Guerre des Nations

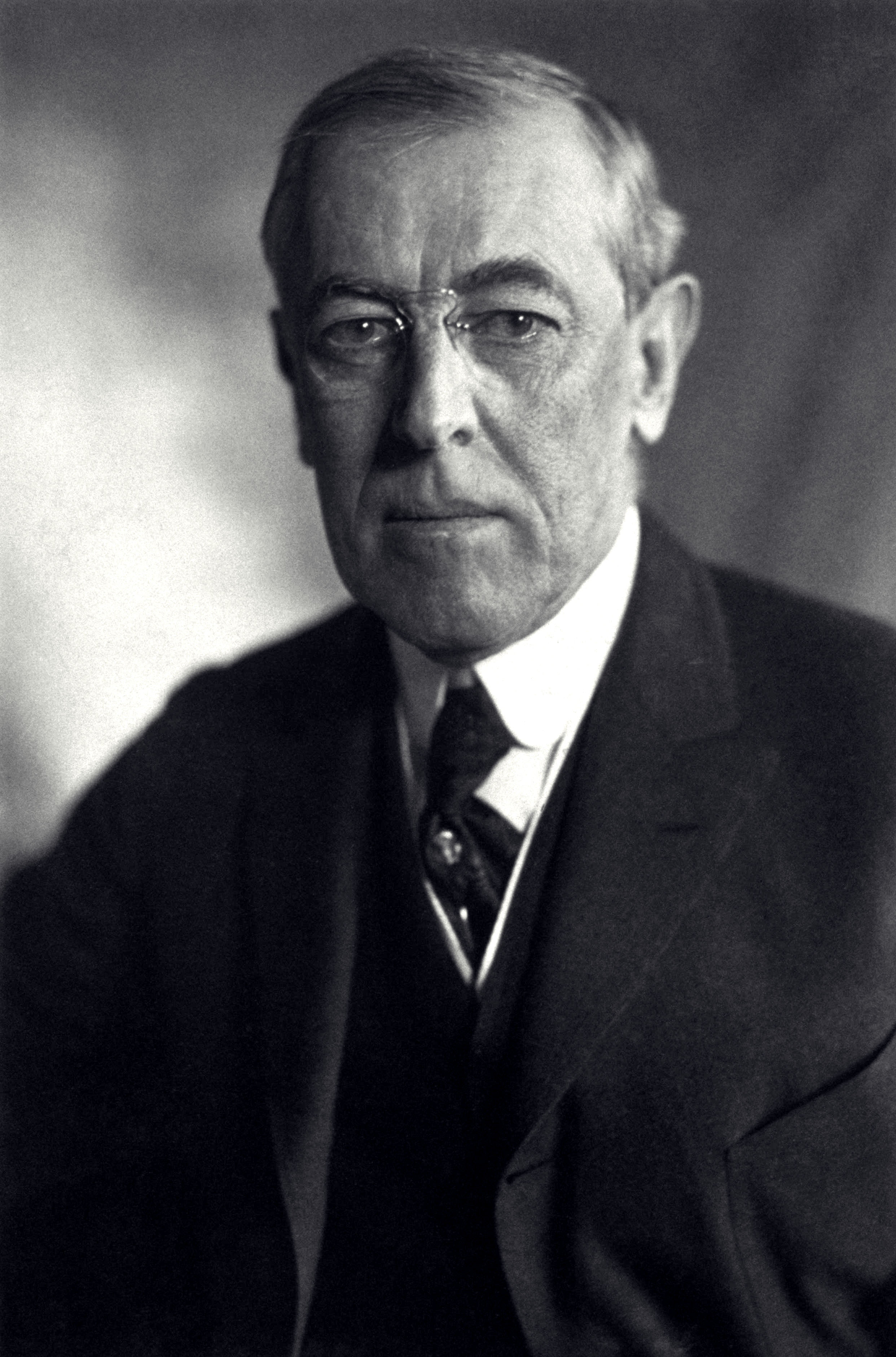
Portrait de Woodrow Wilson par le studio Harris & Ewing.

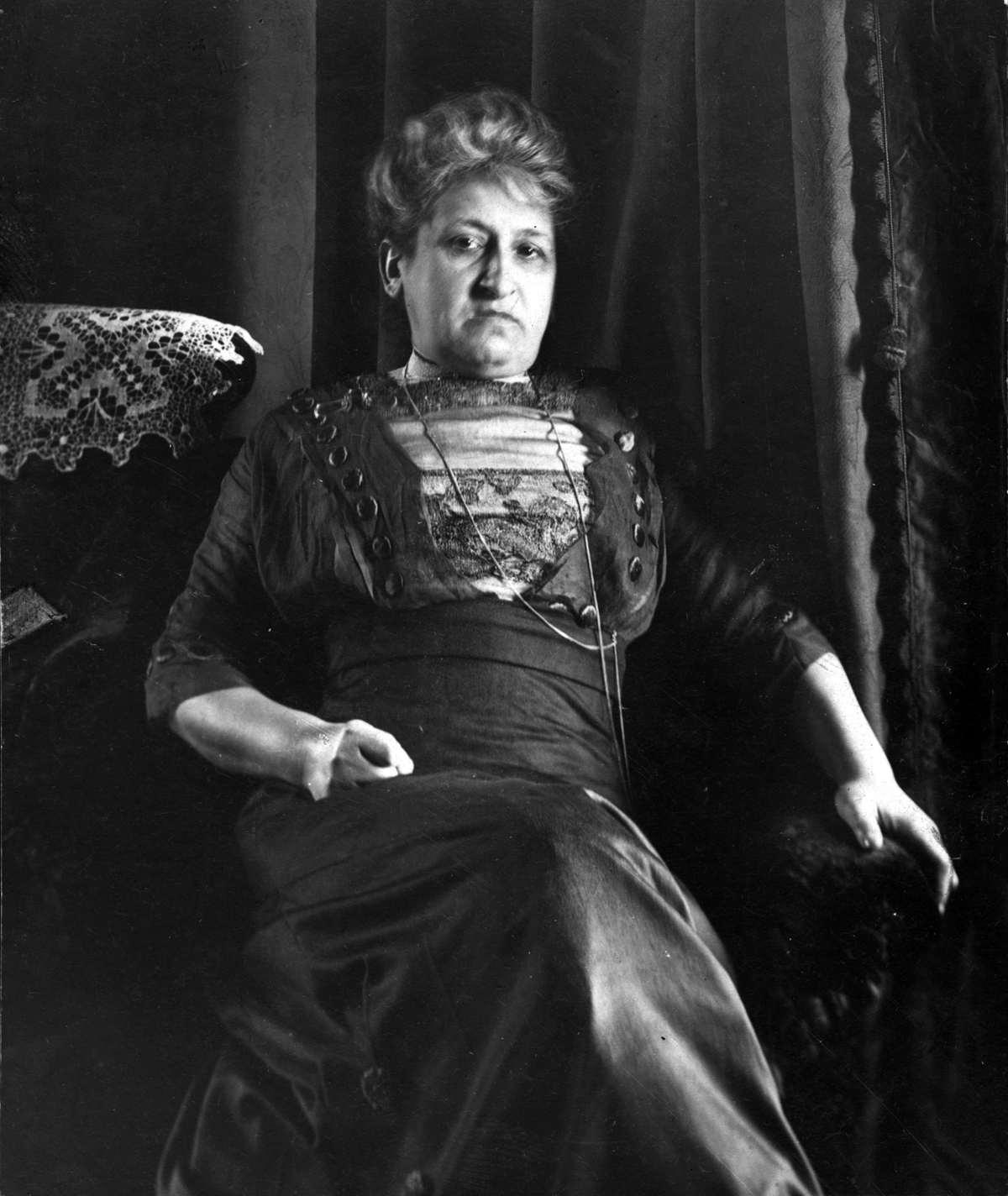
Aletta Jacobs photographiée en 1912.

Dès 1907, dans son essai Newer Ideals of Peace, Jane Addams exprime ses idées pacifistes, renforcées par son internationalisme. Quand se déclenche en 1914 la Grande Guerre des Nations, appelée plus tard Première Guerre mondiale, Jane Addams s’inquiète des conséquences. En janvier 1915, elle est élue secrétaire générale du Woman's Peace Party qui vient d'être créé puis, en avril de la même année, elle est élue présidente du congrès international des femmes lors de sa convention tenue à La Haye. Le congrès lance un appel aux pays neutres afin qu'ils interviennent comme médiateurs auprès des puissances belligérantes pour qu'elle mettent fins aux hostilités. Cet appel est lancé notamment par Jane Addams et la Néerlandaise Aletta Jacobs auprès de tous les dirigeants des nations européennes,,.
Jane Addams rencontre le président Woodrow Wilson pour qu'il propose une conférence de médiation mais sans succès,.
Quand en 1917 les États-Unis entrent dans le conflit, Jane Addams se trouve seule : tous ses anciens amis pacifistes se retournent contre elle et la vilipendent, les Filles de la révolution américaine l'expulsent, même John Dewey soutient l'entrée en guerre des États-Unis et de nombreux résidents de la Hull House la désavouent. Les journaux et plusieurs personnalités la traitent de « folle », de « traître ». Son ami Theodore Wilson prend ses distances en la qualifiant de « souris qui se prend pour un taureau »,.

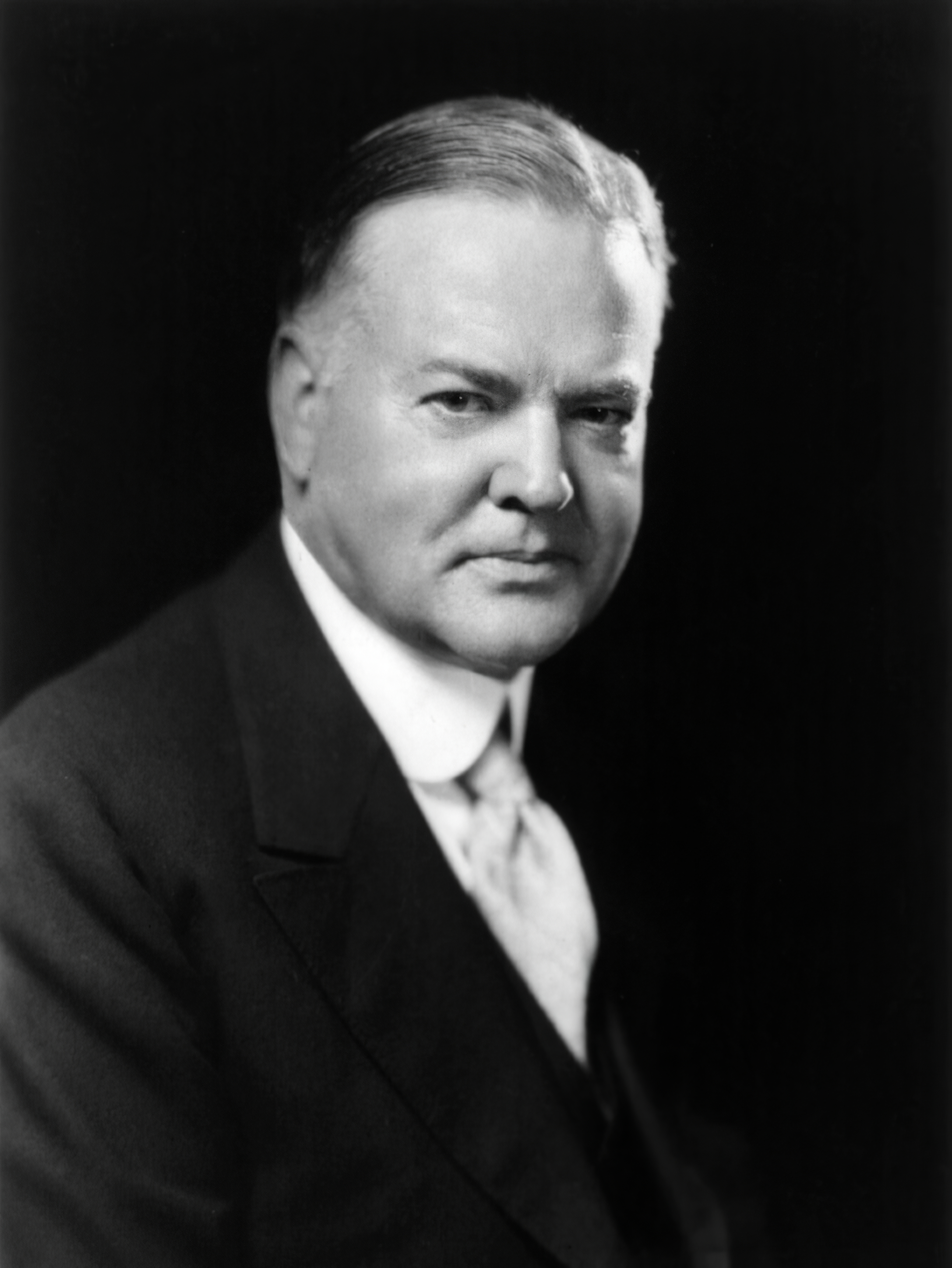
Photographie de Herbert Hoover.

Sans renier ses convictions pacifistes, Jane Addams entre dans l'United States Food Administration (en) dirigée par Herbert Hoover. Elle tient des conférences à travers les États-Unis pour que les Américains donnent une aide alimentaire aux victimes de la guerre. Impressionnée par le travail d'Herbert Hoover auprès de la population belge en situation de sous-alimentation, elle le soutiendra quand il se porte candidat lors de l'élection présidentielle de 1928 et à celle de 1932. Jane Addams écrit ses doutes et convictions durant cette période dans son essai Peace and Bread in Time of War, publié en 1922.

##### La lauréate du prix Nobel de la paix
Quand prend fin le conflit, Jane Addams reprend son combat pour la paix. En 1919, elle est élue présidente de la Ligue internationale des femmes pour la paix et la liberté (en anglais : Women's International League for Peace and Freedom ou WILPF), organisation issue du congrès international des femmes de La Haye de 1915, elle exerce cette fonction jusqu’à sa mort ; c'est ainsi qu'elle préside les conférences de Zurich, Dublin, Prague, etc. Jane Addams fait également savoir son soutien à la création de la Société des Nations,.
Son engagement pour la paix est reconnu à l'international par l'attribution en 1931 du prix Nobel de la paix, qu'elle partage avec Nicholas Murray Butler. Jane Addams est la première Américaine à recevoir ce prix. Elle verse la moitié du montant du prix, soit 16 000 $, à la Ligue internationale des femmes pour la paix et la liberté,.

#### Les derniers et engagements

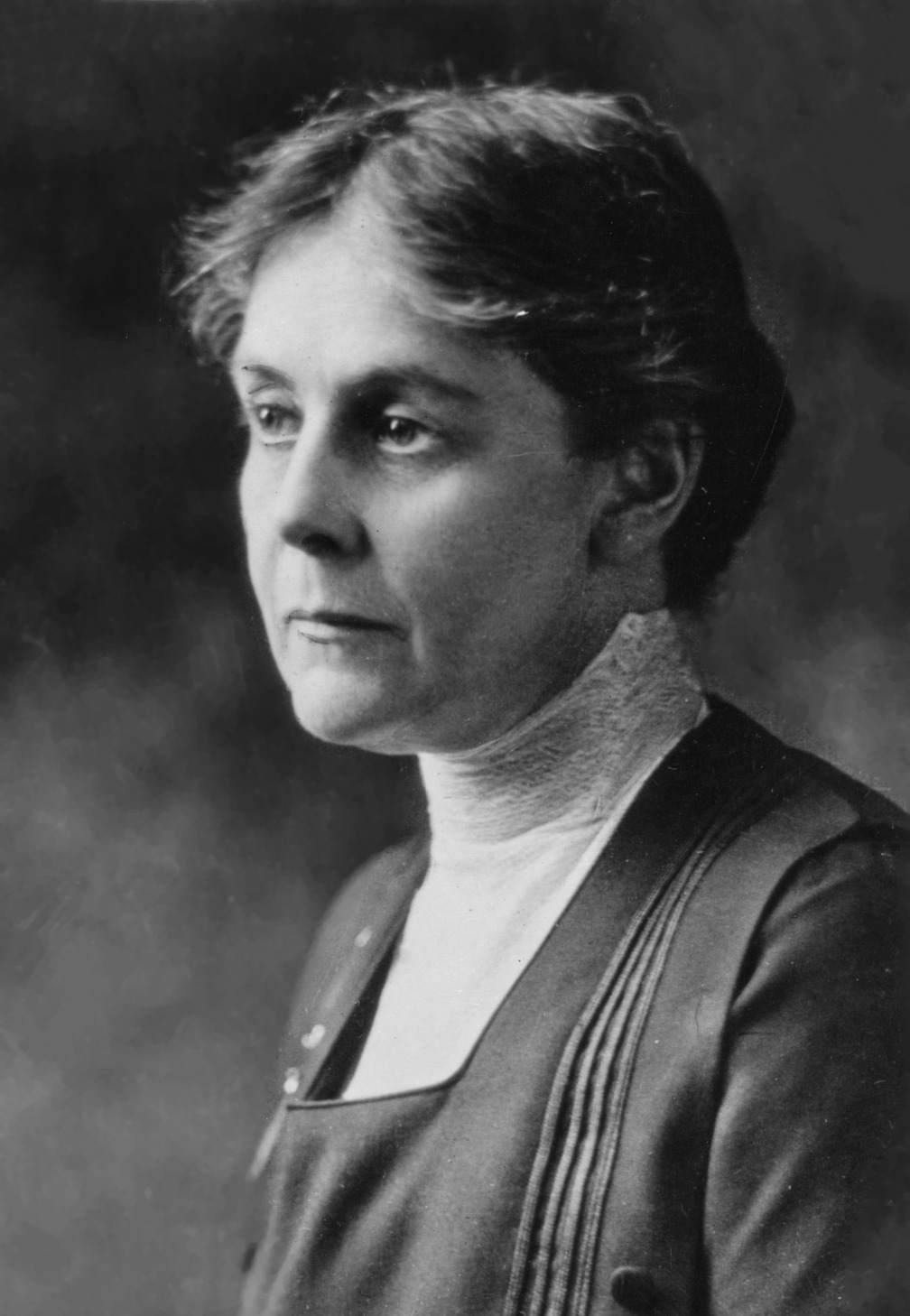
Portrait photographique d'Alice Hamilton.

La période des années 1920 est pour Jane Addams une période de troubles et de déceptions. Elle est consternée par le retrait des États-Unis de la Société des Nations, elle est mitigée par l'adoption de la prohibition, autant elle se défie des saloons, autant elle n'a jamais cru à la prohibition. Elle ne comprend pas la nouvelle génération et est heurtée par le politiquement correct qui s'impose dans l'espace public qui va à l'encontre de sa conviction profonde envers la tolérance et la liberté d'expression,.
En 1920, Jane Addams participe à la fondation de l'Union américaine pour les libertés civiles (en anglais American Civil Liberties Union ou ACLU) et siège à son conseil national pendant une dizaine d'années.
En 1923, Jane Addams et son amie Alice Hamilton voyagent à travers le monde pour donner des conférences prônant la coopération entre les États.
Les Filles de la révolution américaine et l'American Legion continuent leurs attaques contre Jane Addams, sans enrayer sa réputation croissante. En 1923, sa tournée mondiale s'apparente à une procession royale. En 1928, lorsqu'elle se rend à Hawaï pour présider la conférence de la Pan Pacific and Southeast Asia Women's Association (en), l'assemblée lui fait un accueil triomphal.

### La fin

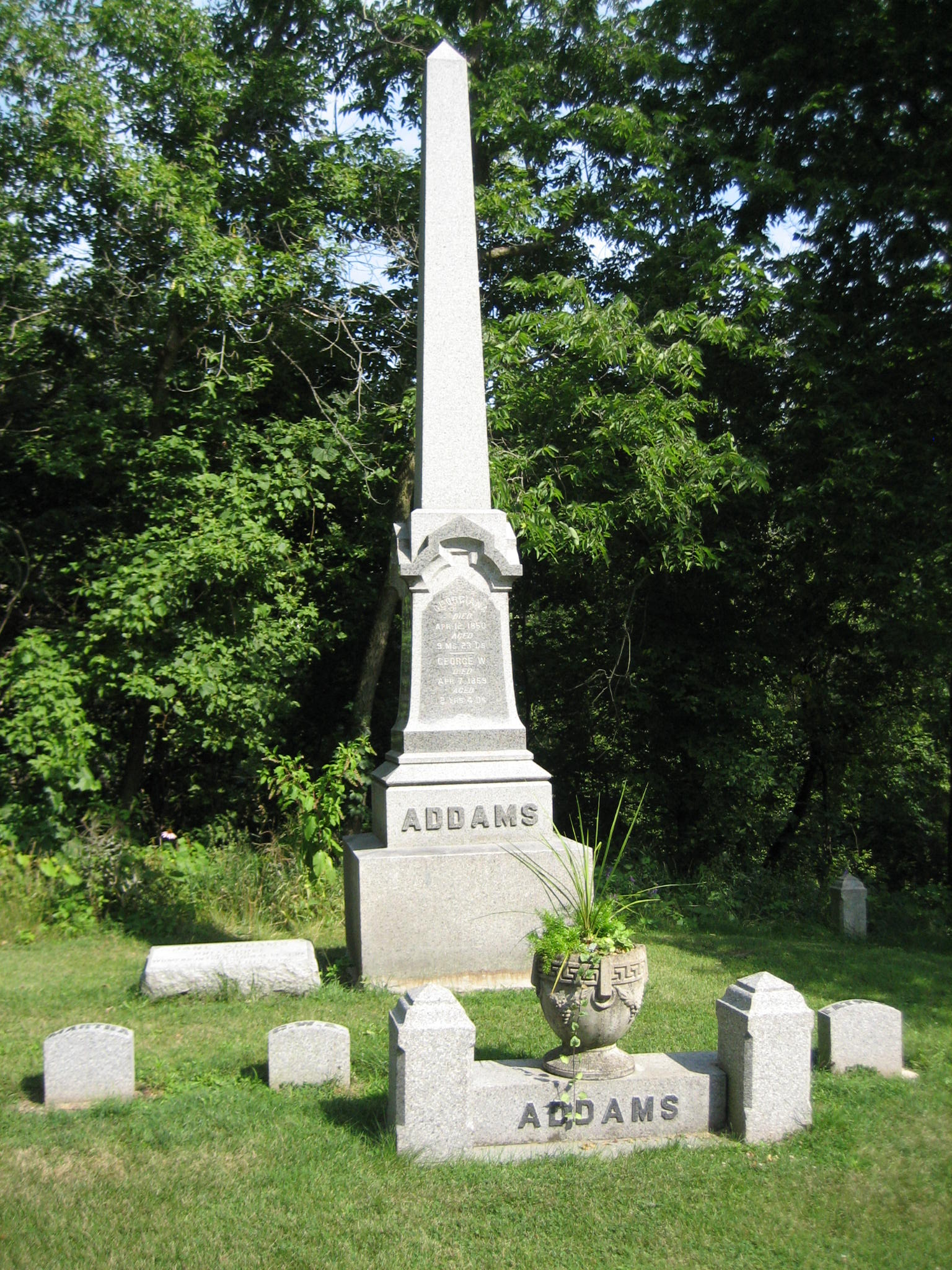
Tombe de Jane Addams au cimetière de Cedarville.

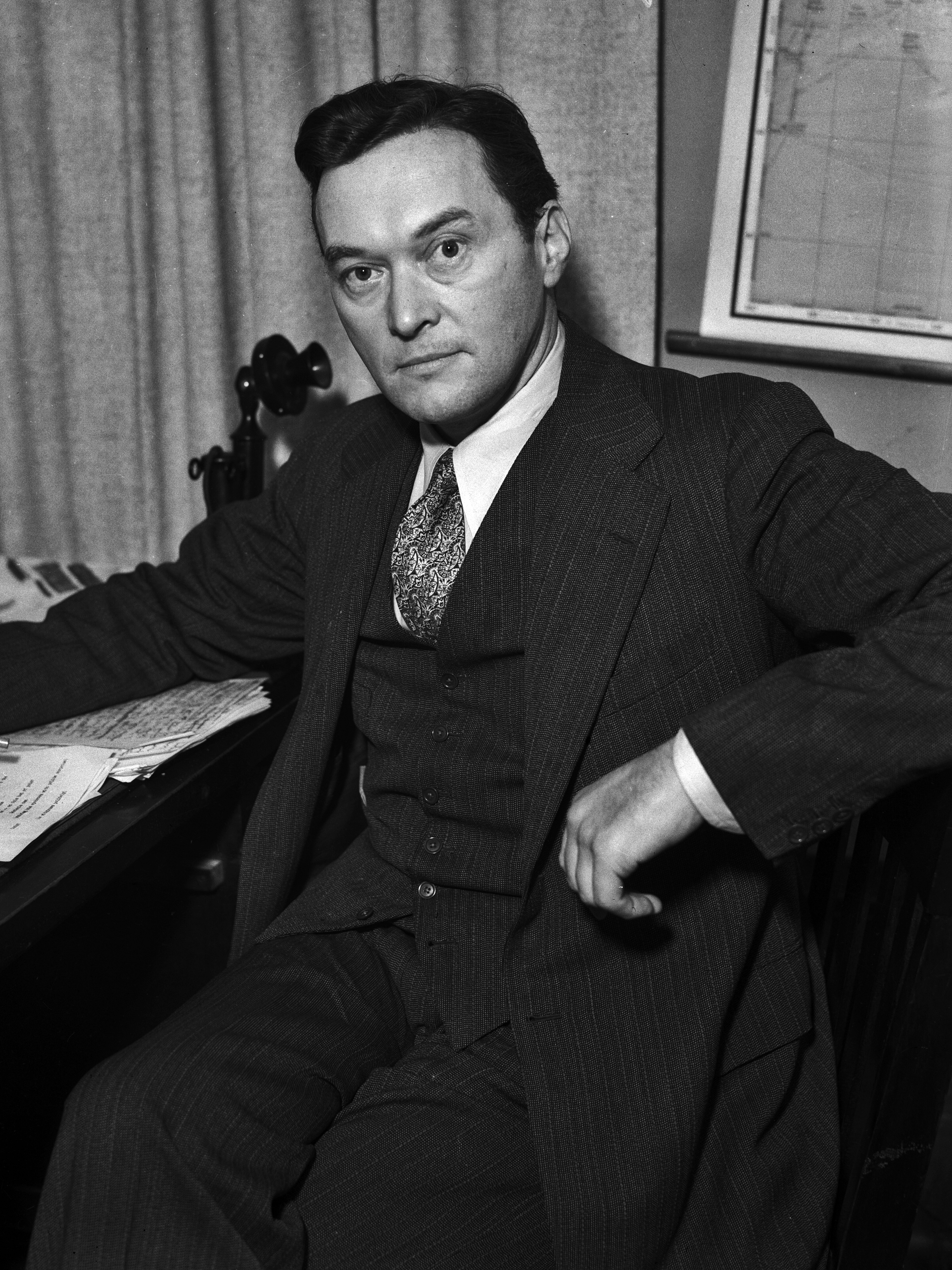
Walter Lipmann photographié à son bureau en 1936

En 1931, Jane Addams est également la lauréate du prix Martha Carey Thomas, décerné par le collège Bryn Mawr d'un montant de 5 000 $ ; d'autres honneurs suivent. Elle est également en tête dans les classements des Américaines préférées. Elle nommée citoyenne d'honneur par la ville de Chicago.
Malgré sa santé défaillante, Jane Addams participe au New Deal en tant que conseillère à la Public Works Administration de Chicago plus spécialement pour les questions touchant le logement et en tant que vice-présidente de l'American Association of Social Security.
D'une santé fragile, depuis 1931, elle souffre de plusieurs accidents cardiaques puis se déclare un cancer colorectal. Dix jours après sa présence à un banquet donné à Washington (district de Columbia) en l'honneur de la Ligue internationale des femmes pour la paix et la liberté, Jane Addams meurt le 21 mai 1935. Pendant deux jours, sa dépouille est exposée à la Hull House, puis après ses funérailles elle est inhumée au cimetière de Cedarville, sa ville natale. Le journaliste Walter Lippmann en écrivant sa nécrologie déclare à son sujet : « Elle est l'expression de l’ultime apologie de la foi en la démocratie »,.

## Distinction

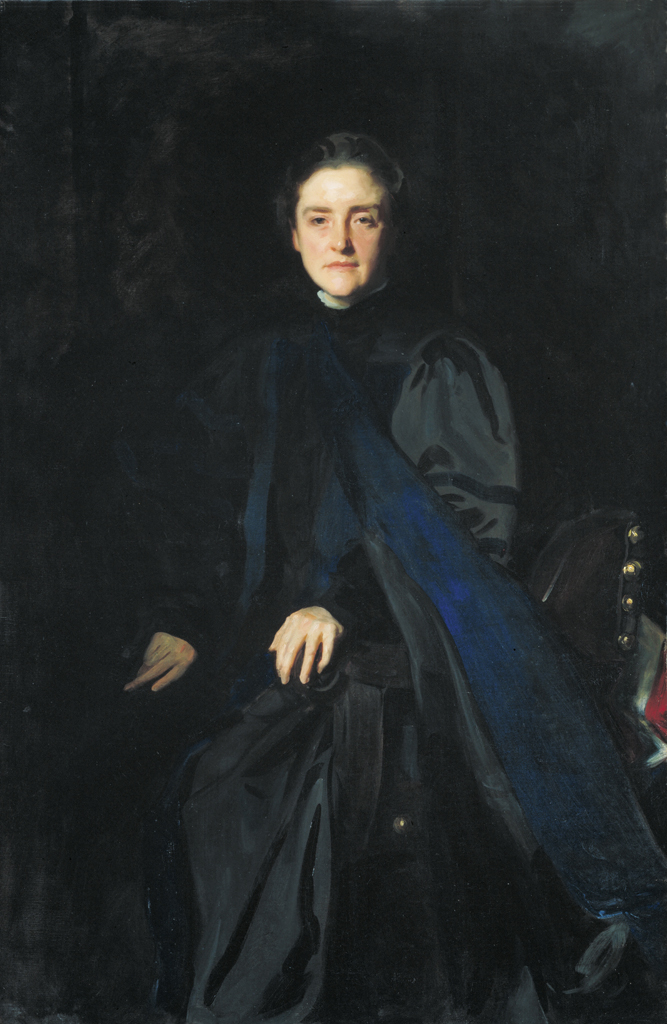
Portrait de Martha Carey Thomas par le peintre John Singer Sargent.

- 1931 : co-lauréate du prix Nobel de la paix avec Nicholas Murray Butler[9],[10] ;
- 1931 : lauréate du prix Martha Carey Thomas, décerné par le collège Bryn Mawr.

## Hommages
- 1935 : John Dewey dédie son livre Liberalism and social action à la mémoire de Jane Addams, décédée l'année de sa publication[11] ;
- 1973 : cérémonie de réception au National Women's Hall of Fame[12] ;
- 1994 : la Gazetteer of Planetary Nomenclature donne le nom de Jane Addams à un cratère sur Venus[13] ;
- 2007 : l'État de l'Illinois renomme la Northwest Tollway la Jane Addams Memorial Tollway[14] ;
- 2008 : cérémonie d'entrée au Chicago Gay and Lesbian Hall of Fame (en)[15] ;
- 2012 : cérémonie d'entrée au musée Legacy Walk[16].
- En 2014, Jane Addams est célébrée par le Rainbow Honor Walk (en)[17].
- La Hull House est maintenant placée sur le campus de l'université de l'Illinois à Chicago, où elle est devenue un musée[18].
- Le Jane Addams College of Social Work est un institut de formation professionnelle de l'université de l'Illinois, à Chicago[19].
- Le Jane Addams Business Careers Center (en) est un établissement d'enseignement secondaire technique (High School) de Cleveland, dans l'Ohio[20].
- La Jane Addams High School for Academic Careers (en) est un établissement d'enseignement secondaire du Bronx, à New York[21].
- En 2018, à la suite de travaux de rénovation, le Hard Rock Hotel de Chicago (situé dans le Carbide & Carbon Building) a rouvert ses portes sous le nom de « St. Jane Chicago Hotel », en l'honneur de Jane Addams[22].

## Œuvres

### Essais
- Democracy and Social Ethics, New York et Londres, The Macmillan Company (réimpr. 1905, 1916, 1920, 1964, 2001, 2006) (1re éd. 1902), 306 p. (ISBN 9781406803556, OCLC 702610920, lire en ligne),
- Newer Ideals of Peace, New York, The Macmillan company (réimpr. 2005, 2007, 2015) (1re éd. 1907), 272 p. (lire en ligne),
- The Spirit of Youth : And the City Streets, New York, The Macmillan Company (réimpr. 1989, 2007, 2018) (1re éd. 1909), 184 p. (ISBN 9781331921844, lire en ligne),
- Twenty Years at Hull House : With Autobiographical Notes, New York, The Macmillan Company (réimpr. 1999, 2006,) (1re éd. 1910), 516 p. (ISBN 9781406504927, lire en ligne),
- A New Conscience And an Ancient Evil, New York, The Macmillan company (réimpr. 2002, 2006) (1re éd. 1912), 246 p. (ISBN 9781406504910, OCLC 1390780433, lire en ligne),
- The Long Road of Woman's Memory, New York, The Macmillan Company (réimpr. 2001, 2012, 2014) (1re éd. 1916), 196 p. (ISBN 9780252070242, OCLC 1061558687, lire en ligne),
- Peace and Bread in Time of War, New York, The Macmillan Company (réimpr. 1983, 2002, 2015) (1re éd. 1922), 271 p. (ISBN 9781294976929, OCLC 1074235, lire en ligne),
- The second twenty years at Hull-House, September 1909 to September 1929 : with a record of a growing world consciousness, New York, The Macmillan company, 1930, 440 p. (OCLC 982354, lire en ligne),
- The Excellent Becomes the Permanent, New York, The Macmillan company, 1932, 191 p. (OCLC 1031731908, lire en ligne),
- My Friend, Julia Lathrop, New York, The Macmillan Company (réimpr. 1974, 2004) (1re éd. 1935), 204 p. (ISBN 9780252071683, OCLC 250142188, lire en ligne),

### Articles

#### Années 1895-1909
- « A Belated Industry », American Journal of Sociology, vol. 1, no 5,‎ mars 1896, p. 536-550 (15 pages) (lire en ligne),
- « Ethical Survivals in Municipal Corruption », International Journal of Ethics, vol. 8, no 3,‎ avril 1898, p. 273-291 (19 pages) (lire en ligne),
- « Trades Unions and Public Duty », American Journal of Sociology, vol. 4, no 4,‎ janvier 1899, p. 448-462 (15 pages) (lire en ligne),
- « A Function of the Social Settlement », The Annals of the American Academy of Political and Social Science, vol. 13,‎ mai 1899, p. 33-55 (23 pages) (lire en ligne),
- co-écrit avec Mr. De Forest, « The Housing Problem in Chicago », The Annals of the American Academy of Political and Social Science, vol. 20,‎ juillet 1902, p. 99-107 (9 pages) (lire en ligne),
- « The Present Crisis in Trades-Union Morals », The North American Review, vol. 179, no 573,‎ août 1904, p. 178-193 (16 pages) (lire en ligne),
- « Problems of Municipal Administration », American Journal of Sociology, vol. 10, no 4,‎ janvier 1905, p. 425-444 (20 pages) (lire en ligne),
- « Child Labor Legislation - A Requisite for Industrial Efficiency », The Annals of the American Academy of Political and Social Science, vol. 25,‎ mai 1905, p. 128-136 (9 pages) (lire en ligne),
- « Elective or Appointive School Board », The Journal of Education, vol. 63, no 5,‎ février 1906, p. 116-117 (2 pages) (lire en ligne),
- « The Operation of the Illinois Child Labor Law », The Annals of the American Academy of Political and Social Science, vol. 27,‎ mars 1906, p. 69-72 (4 pages) (lire en ligne),
- « National Protection for Children », The Annals of the American Academy of Political and Social Science, vol. 29,‎ janvier 1907, p. 57-60 (4 pages) (lire en ligne),
- « Effect of Familiarity », The Journal of Education, vol. 66, no 9,‎ septembre 1907, p. 228 (1 page) (lire en ligne),
- « Public Recreation », The Journal of Education, vol. 67, no 17,‎ 23 avril 1908, p. 454 (1 page) (lire en ligne),
- « The Visiting Nurse and the Public Schools », The American Journal of Nursing, vol. 8, no 11,‎ août 1908, p. 918-920 (3 pages) (lire en ligne),

#### Années 1910-1919
- « Charity and Social Justice », The North American Review, vol. 192, no 656,‎ juillet 1910, p. 68-81 (14 pages) (lire en ligne),
- « Ten Years' Experience in Illinois », The Annals of the American Academy of Political and Social Science, vol. 38,‎ juillet 1911, p. 144-148 (5 pages) (lire en ligne),
- « Child Labor on the Stage -- A Symposium », Annals of the American Academy of Political and Social Science, vol. 38,‎ 1er juillet 1911, p. 18 (lire en ligne),
- « Recreation as a Public Function in Urban Communities », American Journal of Sociology, vol. 17, no 5,‎ mars 1912, p. 615-619 (5 pages) (lire en ligne),
- « A Modern Devil-Baby », American Journal of Sociology, vol. 20, no 1,‎ juillet 1914, p. 117-118 (2 pages) (lire en ligne),
- « The Larger Aspects of the Woman's Movement », The Annals of the American Academy of Political and Social Science, vol. 56,‎ novembre 1914, p. 1-8 (8 pages) (lire en ligne),
- « What War Is Destroying », The Advocate of Peace (1894-1920), vol. 77, no 3,‎ mars 1915, p. 64-65 (2 pages) (lire en ligne),
- « The People of Europa and the Great War », The Advocate of Peace (1894-1920), vol. 77, no 8,‎ août 1915, p. 194-197 (4 pages) (lire en ligne),
- « Labor as a Factor in the Newer Conception of International Relationships », Proceedings of the Academy of Political Science in the City of New York,, vol. 7, no 2,‎ juillet 1917, p. 90-96 (7 pages) (lire en ligne),

#### Années 1920-1935
- « The Potential Advantages of the Mandate System », The Annals of the American Academy of Political and Social Science, vol. 96,‎ juillet 1921, p. 70-74 (5 pages) (lire en ligne),
- « The Importance to America of the Josephine Butler Centenary », Social Service Review, vol. 2, no 1,‎ mars 1928, p. 10-23 (14 pages) (lire en ligne ),
- « A Great Public Servant, Julia C. Lathrop », Social Service Review, vol. 6, no 2,‎ juin 1932, p. 280-285 (6 pages) (lire en ligne ),
- « Julia Lathrop and Outdoor Relief in Chicago, 1893-94 », Social Service Review, vol. 9, no 1,‎ mars 1935, p. 24-33 (10 pages) (lire en ligne ),
- « Julia Lathrop's Services to the State of Illinois », Social Service Review, vol. 9, no 2,‎ juin 1935, p. 191-211 (21 pages) (lire en ligne ),